# ダルビッシュ有
ダルビッシュ 有（ダルビッシュ ゆう、本名：ダルビッシュ・セファット・ファリード・有、英: Sefat Farid Yu Darvish、1986年8月16日 - ）は、大阪府羽曳野市出身のプロ野球選手（投手）。右投右打。MLBのサンディエゴ・パドレス所属。

## 概要
投手として北海道日本ハムファイターズでは3度のリーグ優勝、1度の日本シリーズ優勝に貢献。MLB（テキサス・レンジャーズ、ロサンゼルス・ドジャース、シカゴ・カブス）では3度の地区優勝、1度のリーグ優勝に貢献。個人ではNPBで合計13個のタイトル（6個）・主要表彰（7個）を獲得、MLBでは合計2個のタイトルを獲得している。
NPB時代に5年連続防御率1点台を達成。MLBではアジア人史上2人目・日本人史上初の最多勝利と、日本人史上2人目の最多奪三振を獲得している。
2024年5月19日（日本時間20日）、アトランタ・ブレーブス戦に先発しプロ野球リーグ通算200勝（到達時点でメジャーリーグ・ベースボール107勝、日本野球機構93勝）を達成した。
野茂英雄、黒田博樹を含めた通算200勝到達者の27人の中で、すべて先発勝利での到達は史上初（日本時代にリリーフ登板が3試合あるがいずれも勝敗なし。黒田の先発199勝での到達を越えた）。
愛称は「ダル」「ダルさん」。YouTuber（Yu Darvish、 ダルビッシュのゲームチャンネル名義）としても活躍している。
妻は元女子レスリング選手の山本聖子。マネジメント窓口はエイベックス。代理人はワッサーマン・メディア・グループ。

## 家族
イランのテヘラン出身であるダルビッシュ・セファット・ファルサ（Farsad Darvishsefat）とアメリカ留学中に知り合った日本人女性との間に生まれる。ファルサは元サッカー選手で、母国イランの「イラン野球連盟」顧問に就任している他、事業を手広く扱っている。父親が共同経営するジャイレックス（大阪市住之江区）が「ダルビッシュ」の名称の商標を出願（商願2003-103566号）し、登録されている（登録番号:第4796097号）。なお、父の出身国であるイランはシーア派のムスリムが多数を占めるが、ダルビッシュ有自身はムスリムではないことを2010年9月13日に自身のTwitterで明かしている。
2015年に格闘家の山本聖子との間に男児が誕生。当初は事実婚であったが、2016年に婚姻届を提出し、正式な夫婦となった。
元妻はタレントの紗栄子。元総合格闘家のダルビッシュ翔（Dark翔）、元俳優のKENTAは弟、元格闘家の山本KID徳郁は義兄、元格闘家の山本美憂は義姉、美憂の実子である山本アーセンは縁戚である。

## 経歴

### プロ入り前
イラン人の父と日本人の母を両親に持ち、3人兄弟の長男として生まれた。幼少時代、幼稚園に入るまで英語を使っていた。当時6歳だった1993年6月9日に石川県立野球場で行われた巨人対ヤクルト戦が生まれて初めての野球観戦となった。この試合で篠塚和典が伊藤智仁からサヨナラ本塁打を打ち、選手の喜ぶ場面を見たことが後に野球を始めるきっかけとなった。小学2年生で、地元の野球チーム「羽曳野ブラックイーグルス」で野球を始め、当時はアイスホッケーも行っていたが、後に野球のみに絞る。全羽曳野ボーイズでは中学校3年生時にエースとして全国大会ベスト8、世界大会3位という成績を収めた。3年夏時点での球速は144 km/hであったという。東北高等学校に2002年4月に入学した。同校には2年先輩で、その後ヤクルトに入団した高井雄平がおり、目標としていた。
高校進学にあたっては50校を超える高校からスカウトがあった。「寮生活で親元から離れられること」、「上下関係が比較的緩いこと」を条件に上宮太子高校（大阪府）、広陵高校（広島県）、東海大学菅生高校（西東京）、前橋育英高校（群馬県）及び東北高校の5校に絞った上で監督の若生正廣の人柄、高井雄平の存在やチームの雰囲気から東北を選んだ、と自身のYouTubeチャンネルで語っている。
入学後いわゆる成長痛に苦しみ別メニューを行っていたが、春からベンチ入りし、1年生秋からエースに就き、背番号1を着けた。10月の東北大会で優勝、2002年11月15日に行われた明治神宮野球大会の平安高校戦で全国デビューし、被安打7、12奪三振で完封勝利を飾り球速は最速147 km/hを計測した。その結果、チームはベスト4の成績を残した。3年生時の2004年6月27日の横浜高校戦（秋田県立金足農業高等学校主催の招待試合）では自身初の150 km/hを計測している。
甲子園には2年春夏、3年春夏と4度出場。2年春は開会式後、女性に握手を求められた際に強く引っ張られ右棘下筋痛で全治2週間と診断されるも、3月26日の静岡県立浜名高等学校戦で、完投勝利（2対1）を果たす。3回戦では花咲徳栄に打ち込まれ敗退。2年夏は1回戦で腰を痛め、2回で早期降板したものの、2番手投手の真壁賢守の奮闘もあり決勝進出。決勝で坂克彦を擁する常総学院に2対4で敗れて準優勝。東北勢初優勝とはならなかった。大会後に野球部キャプテンに就任。主将として臨んだ10月の東北大会は2連覇を果たす。3年春は1回戦で熊本工相手に大会史上12度目・10年ぶりとなるノーヒットノーランを達成する。しかし2回戦を前に今度は右肩を痛め、準々決勝に登板せず敗北。夏の県大会決勝にて利府高校を20対1で下し優勝、4季連続で甲子園出場を果たした。最後の夏の甲子園では1回戦から2試合連続完封。3回戦でも千葉経大附相手に8回まで無失点に抑えるも、今大会通算27イニング目となる9回に初失点を喫し、その後延長戦の末敗戦（延長10回、1対3）。自身が最後の打者となった。第59回国民体育大会決勝戦では6回に三番手として登板。試合は敗戦。
10月末の段階ではプロ野球再編問題に伴い出身高校所在地の宮城県を保護地域として参入手続き中だった仙台ライブドアフェニックスと東北楽天ゴールデンイーグルス（11月2日に楽天のみ新規参入決定）、出身地と同じ関西所在のオリックス・ブルーウェーブ（12月1日に大阪近鉄バファローズと合併してオリックス・バファローズ）、さらに北海道日本ハムファイターズの計4球団が獲得意志を明らかにしたが、11月17日に開催されたプロ野球ドラフト会議では日本ハムのみがダルビッシュを1位指名した。楽天は地元で人気だったダルビッシュの獲得を狙っていたが、当時は即戦力の補強が求められていた一方、オリックスとの分配ドラフトの結果、先発投手が十分に確保できなかったため、裏金授受問題で進路が未定だった一場靖弘を自由獲得枠で獲得する方針に切り替え、ダルビッシュの獲得は断念した。また、同様にダルビッシュの獲得を検討していたオリックスは自由獲得枠で金子千尋を獲得した。ダルビッシュは12月17日に契約金1億円、年俸1500万円、出来高5000万円で高卒新人として史上3人目の最高条件で仮契約を締結した。背番号は11で、2004年ドラフト指名選手の中で最後の入団決定だった。担当スカウトは今成泰章。
スポーツナビによるドラフト候補選手（高校生）の記事において、「注目度ナンバーワン」と評された。また「松坂大輔以来の怪物」と呼ばれた。
- 高校通算成績：登板67、投球回332 1/3、奪三振375、防御率1.10[要出典]
- 甲子園通算成績：登板12、完投7、完封4、投球回92、奪三振87、四死球27、自責点15、7勝3敗、防御率1.47[要出典]
  - センバツ：登板4、完投2、完封1、投球回30、奪三振29、四死球7、自責点9、2勝1敗、防御率2.70[要出典]
  - 選手権：登板8、完投5、完封3、投球回62、奪三振58、四死球20、自責点6、5勝2敗、防御率0.87[要出典]

### 日本ハム時代
2005年、前年12月の自主トレ中に痛めた右膝の関節炎の影響で、1月の新人合同自主トレでドクターストップがかかり、春季キャンプは二軍で迎えた。ところが、2月に発売された写真週刊誌で未成年者にもかかわらずパチンコ店での喫煙が報道される。それに対し球団は、同月21日に鎌ケ谷市の球団寮へ送還・無期限謹慎と謹慎中の社会貢献活動を命じる処分を言い渡した（同月28日の12チーム合同新人研修会には出席）。これを受けて東北高校は同月22日に本人を無期停学処分とした。このため、3月1日の卒業式は停学処分期間中により参加できず、処分が解除された3月8日に他の生徒より1週間遅れで卒業している。その後二軍でリハビリテーションを続け、5月5日にイースタン・リーグ（対インボイス）で中継ぎとして初登板し無失点で勝利も記録。6月に一軍昇格し、6月15日の対広島東洋カープ戦で一軍初登板初先発を果たす。8回まで無失点に抑え、1987年の近藤真一以来となる「高卒新人一軍初登板初先発で初勝利・初完封」という快挙も期待された。9回表に新井貴浩と野村謙二郎に2者連続本塁打を打たれて完封は逃したが、プロ初勝利を挙げた。2度目の登板となった6月27日の西武戦（札幌ドーム）では松坂大輔と投げ合い、序盤は制球に苦しんだが7回2失点と好投し、打線の援護も受けて勝利投手となった。それ以降先発ローテーションに定着し、14試合に登板して完封勝利を含む5勝（5敗）を挙げた。9月18日の東北楽天ゴールデンイーグルス戦（札幌ドーム）では、2安打2四球でプロ初完封を記録した。
契約更改では1500万円増となる推定年俸3000万円で一発サインした。
なお、この年の喫煙騒動については、メジャー移籍報告を兼ねた2012年1月の会見で再度謝罪している。その会見の中で、初登板・初勝利のヒーローインタビューの際にファンが温かく迎えてくれたことがその後の頑張りにつながったと語っている。また、新人当時、チーム内で孤立していた自身をチームの先輩の新庄剛志が助けてくれたと、後に恩義を語っている。
2006年、2月に右肩を痛めたことで出遅れたが、プロ入り初の開幕ローテーション入りを果たした。前述の出遅れの影響で4月までは防御率5.16と不振であったが、5月30日以降は自身公式戦10連勝を記録。さらに、6月6日の阪神タイガース戦（札幌ドーム）で、プロ入り初の2桁奪三振を記録。そのままシーズン終了まで1度も敗戦投手になることは無く、最終的に25試合に登板して規定投球回に到達し防御率2.89、12勝5敗の成績を記録した。7月7日の埼玉西武ライオンズ戦（インボイスSEIBUドーム）では先発を任されたが、ビジター用のユニフォームを札幌ドームのロッカーに置き忘れ、八木智哉のユニフォームを借りて登板し、7回1失点の好投でチームを勝利に導いた。この日の日本ハムは前身の東映フライヤーズが1961年9月に達成して以来のチーム11連勝（球団タイ記録、当時）がかかった試合だった。ちなみにその時本人は「これで負けたら最悪です」とコメントしている。この年の終盤あたりから、相性の良さから鶴岡慎也とバッテリーを組むことが多くなり、2007年も中盤以降からはダルビッシュ登板時の捕手はほぼ鶴岡で固定されていた。
プレーオフでは2ndステージ（福岡ソフトバンクホークス戦）第1戦に先発し、11奪三振1失点完投で勝利。中日ドラゴンズとの日本シリーズでは初戦を任されるも6回3失点で敗戦投手となる。3勝1敗で迎えた第5戦に中4日で再び先発し、7回1/3を1失点で勝ち投手となり、チームは44年ぶり2度目の優勝を果たした。この活躍により日本シリーズ優秀選手賞を受賞した。
アジアシリーズでは台湾代表のLa Newベアーズとの決勝戦に先発。7回10奪三振無失点の好投で勝ち投手となり、シリーズMVPを受賞。44年ぶり2度目の日本一、アジアシリーズ制覇に貢献した。
契約更改では4200万円増となる推定年俸7200万円プラス出来高払いでサインした。
2007年、 初の開幕投手を務めた。7月20日にオールスターゲーム に初出場、初先発を果たした。8月9日、札幌ドームで行われた東北楽天ゴールデンイーグルス戦に先発して、4-2で勝ち投手となったダルビッシュは「狙っていた」という試合後のヒーローインタビューで、サエコとのできちゃった結婚を報告した。

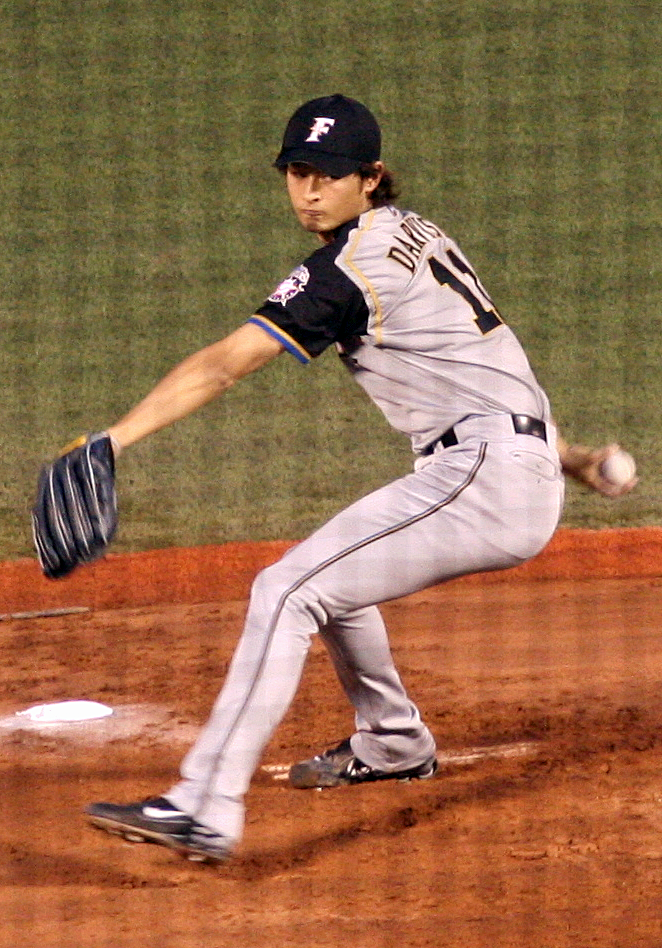
日本ハム時代（2007年8月29日）

シーズン成績は15勝5敗、防御率1.82、完投数は12球団トップの12だった。シーズン終盤には成瀬善久（千葉ロッテマリーンズ）と防御率争いを繰り広げ、0.003点差で最優秀防御率は逃したが、今中慎二以来14年ぶりに全7項目の選考基準を満たして沢村賞に選出されたほか、最多奪三振、ゴールデングラブ賞・ベストナインのタイトルを獲得。チームのリーグ連覇に大きく貢献し、パ・リーグシーズンMVPに選出。21歳でのMVPは沢村栄治、稲尾和久の20歳に次ぐ年少記録となった。北京オリンピック野球日本代表監督の星野仙一からは、代表のエースにも指名された。
クライマックスシリーズ2ndステージでは第1戦に先発登板し、9回2失点で勝ち投手となる。2勝2敗で迎えた第5戦クライマックシリーズ最終戦でも成瀬相手に勝利し、日本シリーズ進出を果たす。2勝を挙げて日本シリーズ進出の原動力となったダルビッシュは、クライマックスシリーズ第2ステージMVP賞を受賞した。2年連続で中日と対決した日本シリーズでは、第1戦で先発し、1失点13奪三振で完投、川上憲伸との投げ合いを制し、勝利投手となる。1勝3敗で迎えた第5戦で再び先発し、7回を1失点11奪三振で抑えるが、味方打線が山井大介、岩瀬仁紀のリレーの前に1人の走者も出すことができず（完全試合＝継投による達成のため参考記録）敗戦投手となり、中日の日本一を許したが、この好投が評価され、シリーズ敢闘選手賞を受賞。
契約更改では1億2800万円増となる推定年俸2億円プラス出来高払いで一発サインした。プロ4年目の2億円到達は5年目で到達の和田毅らを抜いて最速であり、史上最年少の2億円プレーヤーとなった。月刊女性ファッション誌『GLAMOROUS』同年8月号では初めてヌード写真を披露し、次いで女性誌『an・an』8月号でもグラビアに登場しフルヌード写真を披露している。
2008年3月20日、2年連続で開幕投手を務め、ロッテを相手に1-0での完封勝利を挙げる。開幕戦で1-0で完封勝利した上に、2桁奪三振（10奪三振）を奪ったのはNPB史上初の快挙となった。前年以上のペースで白星を積み重ね、シーズン前半から勝利数、防御率で楽天の岩隈久志とタイトル争いを繰り広げた。シーズン唯一の直接の投げ合いとなった4月10日には、両者ともに5回までノーヒットピッチングで、岩隈が100球で被安打3の1失点完投、ダルビッシュが95球で被安打3の完封という投手戦の末に勝利を収めている。7月17日、東京ドームで行われた対楽天戦では89球10奪三振無四球完投で11勝目を挙げた。前半戦最後の登板となった7月24日の対ロッテ戦では165球の完投も、満塁本塁打を打たれるなど5失点を喫して負け投手となった。北京五輪後にチームに復帰した後は5試合に先発して2完投を含む5勝0敗、防御率1.29という投球を見せ、ロッテとの激しい3位争いを制する原動力となった。クライマックスシリーズでは2試合に登板し、1失点14奪三振完投と3安打完封で2勝、防御率0.50を記録。この年は主要タイトルこそ獲得できなかったが、防御率・勝利数・奪三振の全てでリーグ2位、五輪での離脱期間があったにもかかわらず投球回と奪三振は2年連続で200を超え、防御率は2年連続の1点台を記録した。沢村賞の選考基準も2年連続で全項目達成したが、21勝という数字を評価された岩隈の単独選出となり、2年連続での選出はならなかった。基準を全項目達成して沢村賞を獲得できなかったのは基準ができた1982年の江川卓以来2人目となる。ただし、1982年は、沢村賞を受賞した北別府学も基準を全項目達成しているのに対し、岩隈は完投数が選考基準に達していなかった。勝ち星（ダルビッシュ16、岩隈21）、勝率（ダルビッシュ.800、岩隈.840）、防御率（ダルビッシュ1.88、岩隈1.87）、投球回数（ダルビッシュ200回2/3、岩隈201回2/3）、登板数（ダルビッシュ25、岩隈28）は岩隈が上だったが、奪三振（ダルビッシュ208、岩隈159）、完投（ダルビッシュ10、岩隈5）はダルビッシュの方が上だった。
クライマックスシリーズでは1stステージ（対オリックス・バファローズ戦）第1戦に先発し、9回14奪三振1失点で完投勝ちした。この大一番でレギュラーシーズン後半は控えていたフォークボール、ツーシームを解禁し、速球は最速153 km/hを計測。また、この試合で奪った14奪三振は日本シリーズを含むポストシーズン史上最多となった。負ければ西武に王手がかかるクライマックスシリーズ2ndステージ第2戦に先発。右打者が多い西武打線の内角をえぐるツーシームを多投し、この年打撃が強力だったライオンズ打線を3安打完封した。被安打3はポストシーズン史上最少を記録した。
12月1日、契約更改に臨み、7000万円増となる推定年俸2億7000万円プラス出来高払いで一発サインした。プロ5年目としては日本球界史上最高額となった。19日（日本時間20日）にはサエコとハワイ・ホノルル市内の教会で挙式を行った。挙式には、父・ファルサ、同年3月に誕生した長男ら家族のほか、藤井秀悟、川﨑宗則、西岡剛、青木宣親にV旅行中の西武・涌井秀章、中島裕之らが参列して祝福した。
2009年は3年連続開幕投手として岩隈と投げ合ったが、初回にいきなり3点を献上し、9回3失点で自身初の開幕敗戦投手となると共に、岩隈との対戦で初の黒星を喫した。4月24日のオリックス戦では苦手と言われ続けた屋外球場でプロ初完封。その後の試合でも安定したピッチングを続け、5月は4勝0敗、防御率0.90の活躍でパ・リーグ投手部門月間MVPを受賞した。交流戦では12球団で投手3部門で1位で日本生命賞を受賞。7月15日のソフトバンク戦（福岡ヤフードーム）の完投勝利後ヒーローインタビューでは第二子を授かったことを公表した。その後も好成績を持続し、7月22日、前半戦最終登板の対ロッテ戦を9回2安打1失点で勝ち投手となり、自身通算60勝目とした。通算107試合目での60勝到達は2リーグ制後、高卒の選手としては松坂の111試合をしのぐ最速記録であった。シーズン前半戦を12勝3敗、防御率1.31、122奪三振の好成績で折り返し、この年のオールスターゲームでもファン投票・選手間投票ともに1位選出となる。7月24日のオールスター第1戦に中1日で先発登板したが、アレックス・ラミレスの投手強襲打が右肩を直撃し、1回を投げ終えて緊急降板した。以降は防御率2.80と調子を崩し、8月21日の対ソフトバンク戦では自己ワーストの6失点（8回）で黒星を喫した。打球が肩に当たってから、試合後半に球威が落ち、失点する場面が目立ち、内出血が引いた後も肉離れのような硬さがあり、肩の張りが出やすい状態であったため、翌8月22日、2006年6月に右肩の違和感を訴えて以来となる、故障による登録抹消となった。9月13日に一時復帰し、対ロッテ戦に先発して8回1失点で15勝目を挙げるも、本来の球速は影をひそめ、その次の9月20日の対オリックス戦では7四球の乱調で5回2失点で降板となり、その後右肩と腰の違和感により再び登録を抹消され、その後は登板機会もなくシーズンを終えた。
チームはリーグ優勝を果たし、クライマックスシリーズ2ndステージに進出して勝利を収めるが、故障は完全回復せず自身の登板はなかった。しかし、日本シリーズでは依然不調ながらも、11月1日、第2戦に先発し、読売ジャイアンツを相手に普段は多投しない100 km/h台前半のスローカーブを有効に使い、6回を7奪三振2失点で切り抜け、4-2で勝利を挙げた。怪我の箇所に負担がかからぬよう、踏み込みを小さくしたキャッチボールのような投球フォームであったが最速149 km/hを記録し、お立ち台では「一世一代の投球ができたと思います」と語った。シリーズ終了後、3年間オフも休まなかったこともあり、病院の精密検査で右手人差し指を疲労骨折していたことが判明した。痛みは登板した11月1日以前の10月28日からあったが、誰にも告げずマウンドに上がり、右手人差し指の疲労骨折と左腰、左臀部痛の中で巨人打線を抑えて勝利投手となった。
後半戦の戦線離脱があったが、現役の先発投手で唯一となる3年連続WHIP1.00以下を記録。最優秀防御率と最高勝率を獲得し、ベストナインとMVPを受賞した。プロ入り5年以内で2度目のMVP受賞は稲尾和久、イチローに次ぐ3人目の記録である。契約更改では6000万円増となる3億3000万円プラス出来高払いでサインした。1997年オフに24歳で3億円を超えたイチローを抜く史上最速＆最年少での3億円プレーヤーとなった。同年7月15日には自ら培ってきた技術を日本球界に還元したいとの思いから、ベースボール・マガジン社から10種類の球種の握り方と投げ方を写真付きで自ら解説した『ダルビッシュ有の変化球バイブル』を出版した。同年、山崎まさよし、槇原敬之ら男性アーティストの「泣ける歌」を集めたコンピレーション・アルバム『オトコナキ』のジャケット写真に起用された。
2010年3月20日に4年連続4度目の開幕投手を務め、ソフトバンク戦に先発。147球13奪三振で史上5人目の4季連続開幕戦完投を果たすも、5失点（自責点3）で敗戦投手となる。この日はロッテ・成瀬善久、楽天・岩隈久志も完投負けを喫しており、開幕戦3投手の完投負けは1951年以来、リーグ2度目。3戦目にしてようやく初勝利を挙げると、4月17日の対西武戦まで、開幕から5試合連続で2桁奪三振という日本プロ野球新記録を樹立した（13K→11K→11K→12K→10K）。4月24日の対楽天戦から5月21日の対横浜ベイスターズ戦まで31イニング連続無失点を記録し、これまでの自己最長の25イニング連続無失点記録を更新。5月は要所を抑えて防御率0.90と好投したが、打線の援護に恵まれず1勝2敗と負け越した。右膝の違和感により6月5日の先発を回避するが、6月12日の対中日戦では7回無失点の好投で5月1日以来の白星を挙げた。7月3日の対楽天戦ではこれまでの自身の国内最速154 km/hを更新する155 km/hを記録。続く7月17日の同楽天戦では156 km/hを記録し、更に自己記録を塗り替えるが、7回3失点で負け投手となり、6月12日からの自身の連勝は5で止まった。シーズン前半戦は9勝5敗、防御率1.56、143奪三振を記録。4年連続4度目のオールスターに選出され、7月23日の第1戦に2番手で登板。ワンシーム、高速チェンジアップに続く新球を披露するなど、2回を1失点（自責点0）に抑えた。シーズン後半戦は69回を投げ、3勝3敗、防御率2.22、79奪三振を記録した。自己ワーストとなる8敗を喫したが、2008年以来となる投球回数200イニングを達成。222奪三振で最多奪三振を獲得し、1959年の稲尾和久以来となる4年連続の防御率1点台を達成し、2年連続の最優秀防御率も獲得。同じイニング数を平均的な投手が投げる場合に比べてどれだけ失点を防いだかを表すRSAAでも1959年の稲尾和久以来、NPB史上2人目となる4年連続40点以上を達成。オフにはアリゾナ・ダイヤモンドバックスが獲得資金として8000万ドル（約65億6000万円）を用意するなど、ポスティングシステムでのメジャー挑戦が取り沙汰されたが、10月19日に自身の公式ブログで日本ハム残留を宣言した。契約更改では、前年までの総額8億円プラス出来高払いの3年契約から出来高なしの単年契約を結び、現役日本人選手では球界最高年俸となる5億円でサインした。24歳での5億円到達は、1998年に当時オリックス・ブルーウェーブに在籍したイチローの25歳を抜いて史上最速＆最年少での到達となり、先発投手で5億円を突破したのも史上初となった。
2011年4月12日に球団史上最長となる5年連続開幕投手を務めたが、自己ワーストの7失点を記録。4月26日の対ソフトバンク戦で史上129人目となる通算1000奪三振を達成した。6月15日の阪神戦で3回裏二死三塁の場面で、打者の新井貴浩に投じた3球目が高く浮いて暴投となり、この間に三塁走者のマット・マートンが本塁に生還し、この失点で5月10日楽天戦から続く連続無失点記録がプロ野球歴代11位（現役選手では藤川球児に次いで2位）の46回2/3で止まり、パ・リーグ新記録の4試合連続完封も逃した。交流戦では43回1自責点で防御率歴代1位の0.21を記録。6月30日のロッテ戦で21世紀最速となる56試合目での10勝目を挙げた。シーズン前半戦は13勝2敗、防御率1.44、140奪三振を記録。ファン投票、選手間投票共に1位で、5年連続5度目のオールスターゲームに選出された。シーズン後半戦は5勝4敗、防御率1.43、136奪三振を記録。最終的には自己最高の232イニングを投げ、自己最高の防御率1.44、自己最多の18勝、シーズン250奪三振、日本プロ野球史上初の5年連続防御率1点台を記録し、RSAAでも史上初となる5年連続40点以上を達成。また6年連続で2桁勝利を挙げたが、6年連続2桁勝利の記録は現役の投手では西武の西口文也の7年連続以来の記録となる。クライマックスシリーズファーストステージでは西武と対戦。初戦に先発し、7回1失点の好投を見せて後を中継ぎに託したが、9回に抑えの武田久が同点打を打たれ、勝利投手を逃した。結果的に延長10回に勝ち越され敗戦。次の試合でも敗れCS敗退となり、CS第1戦の先発が日本最後の登板となった。この年は2008年以来3年ぶりに自身の記録を更新する3度目の沢村賞選考基準の全項目を達成したが、実際に受賞したのは同じく基準を全項目を達成した田中将大であった。沢村賞の選考基準の全項目達成しながら受賞を逃した回数が複数回となるのは史上初で、2023年シーズン終了時点でも唯一である。勝ち星（ダルビッシュ18、田中19）、勝率（ダルビッシュ.750、田中.792）、防御率（ダルビッシュ1.44、田中1.27）、完投数（ダルビッシュ10、田中14）は田中が上、奪三振（ダルビッシュ276、田中241）、登板数（ダルビッシュ28、田中27）、投球回数（ダルビッシュ232回、田中226回1/3）はダルビッシュが上だった。オフにはポスティングシステムの行使を申請したことを自身のブログで表明。12月20日にテキサス・レンジャーズがポスティングにおいてドルベースで松坂大輔を上回る史上最高額の5170万3411ドル（約38億7800万円）で交渉権を得たことが発表された。

### レンジャーズ時代
2012年1月18日にレンジャーズと6年5600万ドル＋出来高400万ドルの総額6000万ドルで契約合意したことを発表し、背番号は日本ハム時代と同じ11に決まった。同日に妻紗栄子との離婚も発表。ダルビッシュは以前「メジャーに行くなら、野球をやめる」と公言していたが、24日の日本ハム退団会見の席で「僕は、相手打者に強い気持ちで向かっていくのが好き。その相手に試合前から『打てないよ』とか『投げないで』とかいわれ、フェアな対戦をしていないんじゃないかと思った。純粋に、すごい勝負がしたかった」とMLB移籍に至った心境の変化を語った。

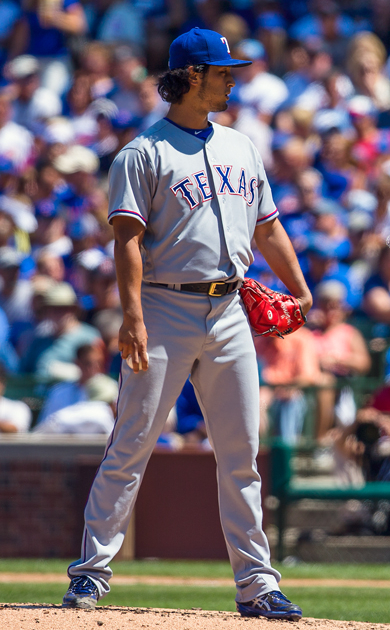
レンジャーズ時代（2016年7月16日）

4月9日のシアトル・マリナーズ戦でメジャー初先発。初回に4失点を喫するなど、5回2/3を8安打、5失点、5奪三振、5四死球の内容だったが、打線の援護に恵まれメジャー初勝利を挙げる。初回4失点以上でのメジャー初登板初勝利は1910年にセントルイス・カージナルスのビル・スティールが達成して以来102年ぶりの記録だった。24日のニューヨーク・ヤンキース戦では黒田博樹と投げ合い、8回1/3を7安打、無失点、10奪三振、2四球で最速97 mph（約156 km/h）も記録する投球で3勝目を挙げる。4月は5試合の登板で4勝0敗、防御率2.18の成績でリーグ月間最優秀新人を受賞。5月27日のトロント・ブルージェイズ戦では腰の張りで5回を投げて降板するも、NPB/MLB通算100勝目を挙げる。前半戦は16試合の先発で10勝5敗、防御率3.59を記録し、最終投票でオールスターゲームに選出される。最終投票の直前にはTwitterでの投票が可能になり、チームメイトと共に自身のTwitterで投票を呼びかけた。オールスターゲーム前日の会見では「すごい選手ばかりなので変な感じがする。どういう形であれ、ここにいるということは、成長したなと思う」とコメント。オールスターゲーム当日の登板はなかったが、デビッド・プライスやジョー・マウアーらと会話し、「僕にとって初めてのオールスターで何人かの選手といろいろな話ができて楽しかった」とコメントした。
後半戦は最初の6試合で与四球率6.15を記録する制球難に陥り、8月2日のロサンゼルス・エンゼルス戦ではプロ入り後のキャリアワーストとなる1イニング6失点を喫するが、GM補佐のグレッグ・マダックスから指導を受けたり、デビッド・プライスの投球フォームを参考にするなどして投球フォームを改良。以降の7試合では与四球率1.77と制球が安定し、9月8日のタンパベイ・レイズ戦では奪三振の球団新人記録を更新。14日のマリナーズ戦では岩隈久志と投げ合い、7回2安打1失点の好投で15勝目を挙げ、200奪三振に到達。20日のエンゼルス戦では8回4安打1失点の好投で新人の日本人選手史上最多となる16勝目を挙げる、シーズン通算ではリーグ6位の16勝と同5位の221奪三振を記録するが、チームはレギュラーシーズン最終戦で地区優勝を逃す。ポストシーズンではボルチモア・オリオールズとのワイルドカードゲームに先発し、6回1/3を5安打3失点の投球を見せるも、チームは敗退して自身も敗戦投手となり、ディビジョンシリーズ進出を逃した。新人王投票では3位に入る。
2013年は開幕2戦目となる4月2日のヒューストン・アストロズ戦でシーズン初先発。9回二死まで無安打、無四球、自己最多の14奪三振、最速97 mph（約156 km/h）を記録する快投を見せるが、27人目の打者マーウィン・ゴンザレスに111球目となる初球を中前安打され、完全試合を逃し降板。マイケル・カークマンが後続を抑えシーズン1勝目を挙げる。9回二死から完全試合を逃したのは史上11人目だった。19日のマリナーズ戦ではNPB/MLB通算1500奪三振を達成。5月5日のボストン・レッドソックス戦では、アメリカン・リーグでは2000年のペドロ・マルティネスとマイク・ムシーナ以来となるシーズン2度目の14奪三振を記録。11日のアストロズ戦では、ドワイト・グッデンに次ぐメジャー史上2番目の速さとなる37試合目での通算300奪三振に到達。5月27日のアリゾナ・ダイヤモンドバックス戦では自己最多タイの14奪三振を記録し、日本人選手初の両リーグ最速でのシーズン100奪三振に到達。前半戦を18試合の先発で8勝4敗、防御率3.02、リーグ1位の157奪三振の成績で折り返し、選手間投票で2年連続のオールスターゲームに選出される。右僧帽筋の張りで7月10日にDL入りしたため、2年連続でオールスターゲーム当日の登板はなかったが、当日はジャスティン・バーランダーらと英語で会話するなどして、「素晴らしい選手たちに囲まれながら、楽しむことができました。またぜひ戻ってきたいです」と語った。MLB通算50登板目となった8月1日のダイヤモンドバックス戦では7回を5安打、無失点、自己最多タイの14奪三振の投球で10勝目を挙げ、シーズン4度の14奪三振は球団新記録となり、3度目の無四球での14奪三振以上は1997年のロジャー・クレメンスと2001年のランディ・ジョンソン以来となった。12日のアストロズ戦では8回一死までノーヒットノーランの好投で自己最多の15奪三振を奪いシーズン200奪三振に到達。30日のミネソタ・ツインズ戦で球団新記録となる月間64奪三振を記録。9月4日のオークランド・アスレチックス戦では日本人シーズン最多記録となる240奪三振に到達するが、シーズン自己ワーストの5失点で7敗目を喫する。24日のアストロズ戦でMLB移籍後初の200イニングに到達。後半戦は14試合の先発で防御率2.59を記録するが、1989年のオーレル・ハーシュハイザー以来となる4度の0-1での黒星を喫するなどもあり勝敗数は5勝5敗に終わる。シーズン通算では13勝9敗、リーグ4位の防御率2.83、両リーグ最多の277奪三振を記録し、野茂英雄に次ぎ日本人史上2人目の最多奪三振を獲得。このシーズンの奪三振率11.89はメジャー歴代9位となった。チームはレイズとのワイルドカードゲーム残り1枠を争うワンゲームプレーオフに敗れポストシーズン進出を逃す。サイ・ヤング賞投票ではマックス・シャーザーに次いで、日本人史上最高位となる2位に入る。
2014年3月30日に首の凝りで15日間の故障者リスト入りし開幕を迎える。4月6日にリストから外れ、5月9日のレッドソックス戦では7回二死まで完全試合としたが、デビッド・オルティーズの打席で初出塁を許す（打球は二塁手と右翼手の間に落ち、右翼手の失策と判定される）。その後も9回二死まで無安打無得点を続け、ノーヒッター達成まであと1人の場面で再びオルティーズが二遊間を抜く打球を打ち初安打を許す。試合は3対0でレンジャースが勝利したが、このオルティーズの安打で降板し、MLB史上3人目となる9回二死からノーヒッターを2度以上逃した投手となった（14日にMLB機構がこの試合の7回にオルティーズが失策で出塁した記録を安打に訂正し、被安打は2となった）。6月11日のマイアミ・マーリンズ戦では6安打無失点の投球でMLB初完封勝利を挙げた。前半戦を17試合の先発で8勝5敗、防御率2.97の成績で折り返し、選手間投票で3年連続のオールスターゲームに選出。オールスターゲーム当日は3回に初登板を果たし1回を無安打無失点に抑えた。7月28日のヤンキース戦で日本人選手では野茂英雄以来となるデビューから3年連続2桁勝利を達成。また、日本ハム時代の2006年からNPB/MLB通じて9年連続で2桁勝利を挙げたことになる。しかし8月13日に右肘の炎症で15日の故障者リスト入り。その後リハビリを続けていたが、MLB歴代最多のシーズン出場選手記録を更新するほど故障者が続出するなどの低迷でリーグ最下位となったチーム状況もあり、9月6日にGMのジョン・ダニエルズがシーズン残り試合で登板しないことを発表した。オフには山本聖子と交際中であることを自身のTwitterにて公表。
2015年はスプリングトレーニングの初登板で右上腕三頭筋の張りを訴え12球で降板する。翌日の3月6日に受けたMRI検査で右肘内側側副靱帯の損傷が判明。トミー・ジョン手術を受けることを13日に発表し、17日にジェームズ・アンドリュースの執刀で手術を受けた。7月30日に山本聖子との間に男児が誕生したことを自身のツイッターで発表。
2016年5月28日のパイレーツ戦で、2014年8月9日以来となるMLB復帰登板を果たす。8月24日のレッズ戦ではNPB/MLB通じての初本塁打を記録した。プレーオフでは10月7日の地区シリーズの第2戦に先発したが、5回5失点で敗戦投手となった。レギュラーシーズンでは17試合に先発登板。7勝5敗、防御率3.41を記録した。
2017年5月13日のフィリーズ戦でMLB通算50勝目を記録。6月24日のヤンキース戦では10奪三振を記録し、日本人投手最多タイとなる通算31度目の2桁奪三振を記録した。

### ドジャース時代

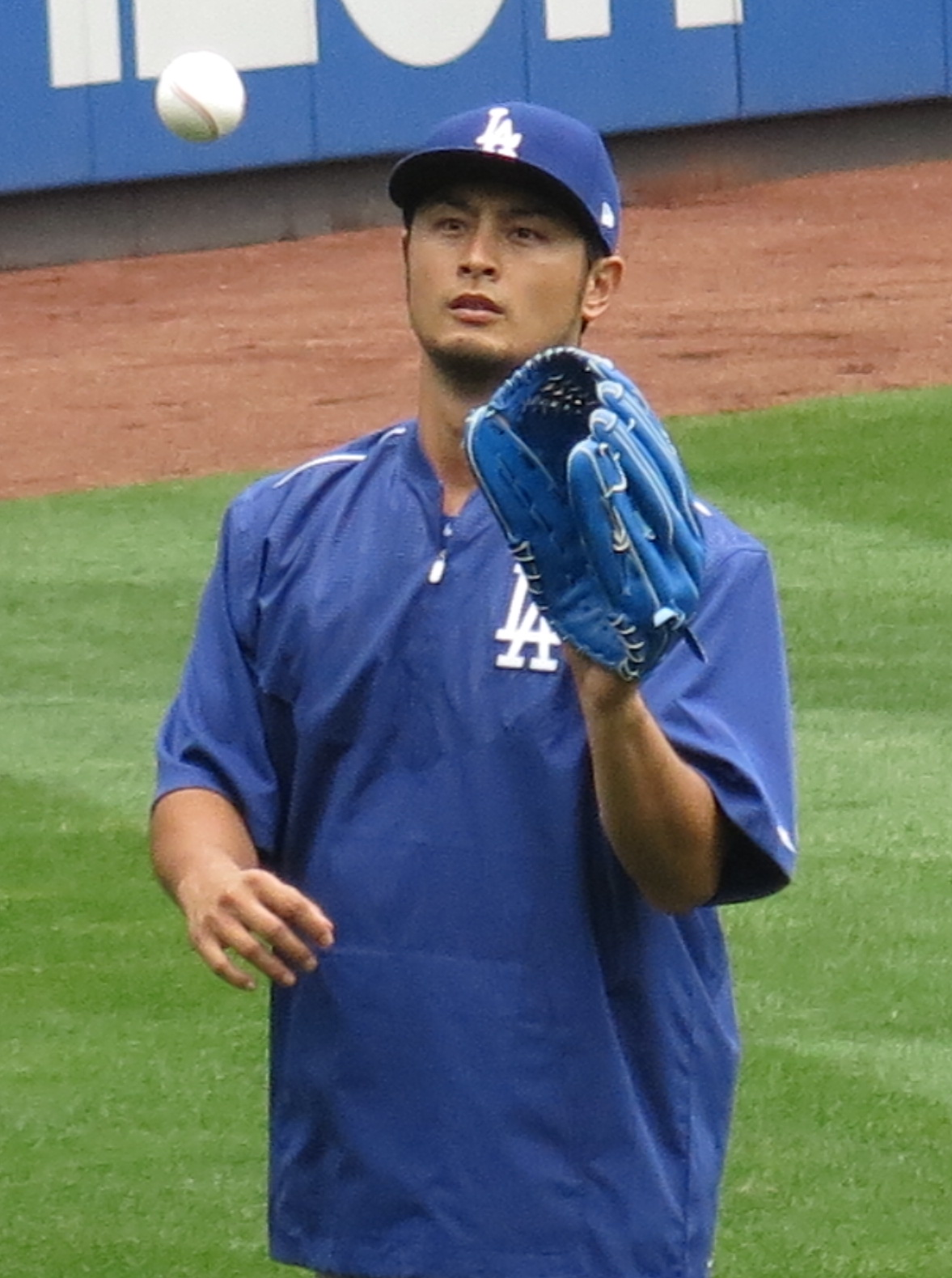
ロサンゼルス・ドジャース時代
（2017年8月5日）

2017年7月31日、マイナーリーグ所属選手3名との交換トレードでロサンゼルス・ドジャースに移籍した。背番号は21。8月4日のメッツ戦で移籍後初先発登板を果たし、勝利投手となったが、ドジャースでの初登板で10奪三振を記録したのは、2002年の石井一久以来のことだった。9月8日のコロラド・ロッキーズ戦でMLB史上最速となる128試合目・812投球回で通算1000奪三振を達成した（従来の最速記録はケリー・ウッドの134試合・853投球回）。ドジャース加入後は9試合に登板、4勝3敗、防御率3.44、レンジャーズとの2球団合算では31試合に先発登板、10勝12敗、防御率3.86の成績で、自身3年ぶりの2桁勝利。チームは5年連続のナ・リーグ西地区優勝を果たし、ポストシーズンではアリゾナ・ダイヤモンドバックスとのディビジョンシリーズ第3戦、シカゴ・カブスとのリーグチャンピオンシップシリーズ第3戦にそれぞれ先発。ダイヤモンドバックス戦では5回0/3を2安打1失点、7奪三振の投球で自身のポストシーズン初勝利を挙げると、続くカブス戦でも6回1/3を6安打1失点に抑え勝利投手となった。チームは1988年以来29年ぶりのリーグ優勝・ワールドシリーズへの進出を果たし、ヒューストン・アストロズとのワールドシリーズでは敵地ミニッツメイド・パークでの第3戦と本拠地ドジャー・スタジアムでの第7戦にそれぞれ先発したが、第3戦では1回2/3を6安打4失点、第7戦では1回2/3を3安打5失点でそれぞれ敗戦投手となり、先発としての役割を果たすことはできなかった。同一年度のワールドシリーズで先発投手が2イニング未満で2回降板したのは、1960年のアート・ディトマーに次ぐ史上2人目の記録だった。また、防御率21.60は3イニング以上登板した投手の中でワースト2位。チームは3勝4敗でワールドシリーズ敗退に終わった。11月2日にFAとなった。

### カブス時代
2018年2月13日にシカゴ・カブスと6年1億2600万ドルで契約を結んだ。背番号は11。しかし、8試合に登板し、1勝3敗防御率4.95の成績を残した後に右肘を故障。復帰に強い意志を見せていたが加療に最低6週間を要すると診断され、2018年シーズン中の登板はなくなった。
2019年4月15日、マーリンズ・パークで行われたマイアミ・マーリンズ戦で序盤に失点したが、5回2/3、1本塁打を含む4安打2失点、8三振5四死球で同年初勝利を挙げた。ダルビッシュが白星を挙げたのは2018年5月21日以来、330日ぶりであった。前半戦は18試合登板で防御率5.01と不振。97回で111三振を奪った一方、49四球6死球と制球難に苦しんだ。しかし後半戦、低迷していた成績は同僚のクレイグ・キンブレルから伝授された新球種のナックルカーブを武器に劇的な成長を見せ、13試合登板で防御率2.76と復活。81回2/3を投げて驚異の118奪三振数を記録し、7四球5死球と与四死球は激減。8月27日の対ニューヨーク・メッツ戦（シティ・フィールド）で6回にJ.D.デービスからこの日4個目の三振を奪い、MPB/MLB通算2500奪三振（NPB1250、MLB1250）を達成。日本人投手の通算2500奪三振は史上11人目。NPB/MLB通算では、野茂英雄（3122）、石井一久（2550）に次ぐ3人目となった。また、この試合でMLB100年間で史上3人目となる月間42奪三振1四球を達成した。142者連続無四球は同年MLB最長で、通算奪三振率は11・01となり、これはレッドソックスのクリス・セール（11・08）に次ぐ歴代2位（1000投球回以上）である。9月17日の対レッズ戦で、7回6安打4失点13奪三振の好投を見せながら敗戦を喫したが、この試合で8者連続奪三振を記録、カブスではケリー・ウッドが1998年5月6日のアストロズ戦で記録した7者連続を上回る球団新記録。日本人投手では1998、2001年の野茂英雄と同年の前田健太が記録した7者連続を上回る新記録。また、同月12日のパドレス戦で14奪三振を記録しており、日本人投手の2試合連続13個以上は1995年野茂英雄が13個ずつを記録して以来24年ぶり2度目。連続2試合で27奪三振はカブスでは最多となった。前半戦は本拠地でブーイングを受けることもあったが、後半戦は「ユーイング」が響き渡るようになり、結果でファンの反応を変えてみせた。31試合登板で6勝8敗、防御率3.98、178回1/3を投げて229奪三振、56四球という成績でシーズンを終えた。オフから以前より開設していたYouTubeチャンネルを活発に更新しはじめ、球界に物申す動画内容は日本のメディアでもしばしば取り上げられている。
2020年は新型コロナウイルスの影響で開幕が遅れ60試合制で始まり、2年連続で開幕2番手に選ばれたが、4回3失点で黒星スタートを喫するが、前年後半戦での覚醒をそのままに、前半戦では初戦後の6試合で6戦連続クオリティ・スタート（6回以上、自責3以下）で自身初の6連勝。日本人投手の勝敗なしを挟まない連続登板勝利は、野茂英雄（1995年）と石井一久（2002年）の6連勝と並びタイ記録。また、5試合以上を全て1失点以下で記録したのは日本人投手では初となった。防御率はリーグ2位の1・47と圧巻の投球で、奪三振数を与四球数で割った「K/BB」ではリーグ3位の6.50。投球回数も43.0回で3位タイ。米全国紙「USAトゥデイ」の「MLB前半戦のオールスターズ」特集でナ・リーグのベストナインに選出された。また、8月のピッチャー・オブ・ザ・マンスに選ばれた。後半戦初戦で日本人投手として初の7戦7連勝を記録。前述の野茂、石井を抜き単独最多記録となった。また、7戦7勝かつ全登板で1失点以下は、球団では1906年のエド・ロイルバック以来114年ぶり。MLBでは2014年のクレイトン・カーショウ（ドジャース）以来。投球回6イニング以上かつ1失点以下を開幕から40試合以内で7度以上達成は、ナ・リーグでは1985年のマリオ・ソト（レッズ）以来35年ぶり、球団では1919年のヒッポ・ボーン以来101年ぶりの快挙となった。その後はやや調子を落としたが、最終登板を7回無失点で締め、リーグ単独トップとなる8勝目を記録。これにより日本人初となる最多勝のタイトルを獲得した。最終成績は、12先発で76回（リーグ3位）を投げ、8勝3敗、防御率2.01（同2位）、93奪三振（同4位）という好成績を残した。

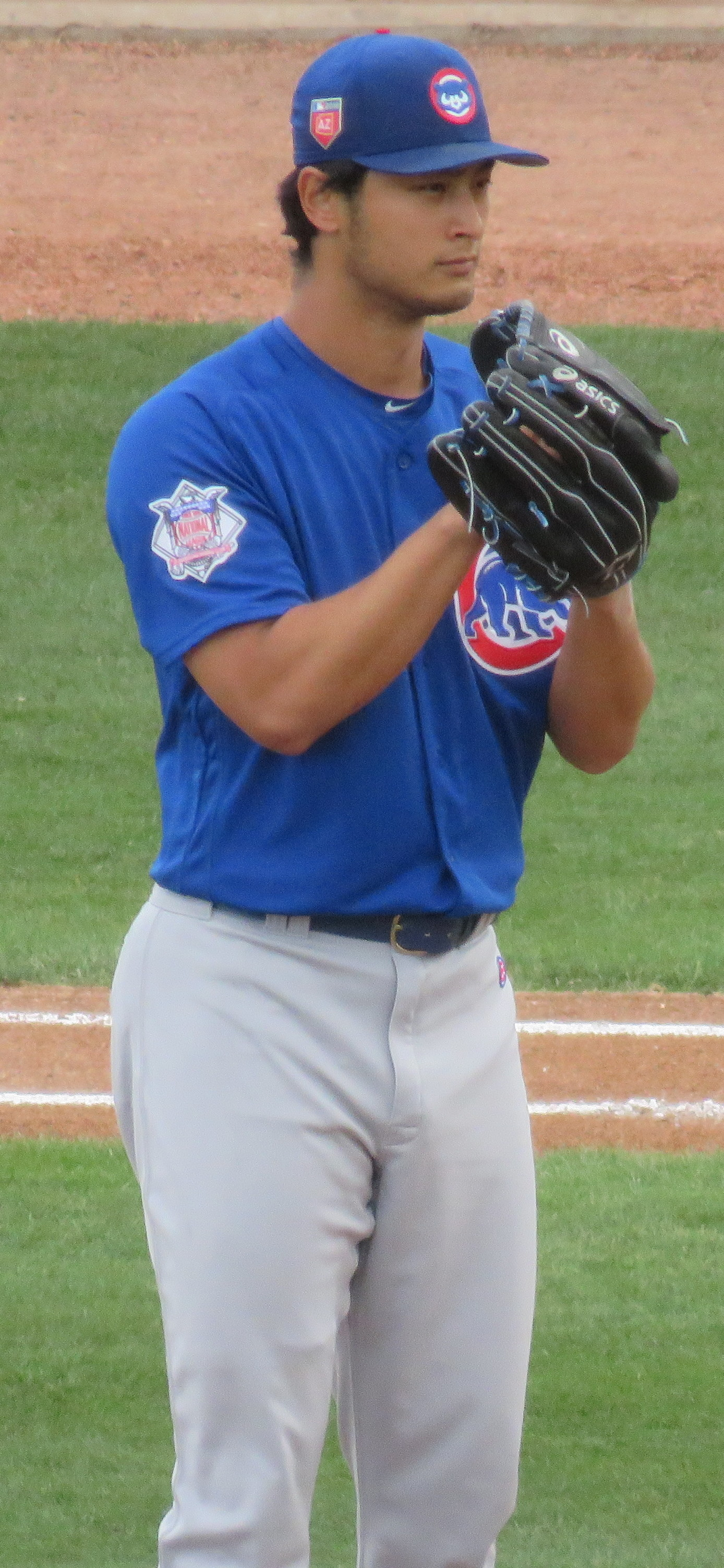
シカゴ・カブス時代
（2018年3月26日）

オフにはサイ・ヤング賞投票で2位にランクインした。10月16日に日米間の友好親善と対日理解の促進や、さまざまな慈善活動を通じた社会貢献、MLBで日本人初の最多勝に輝いたことなどを評価され、在シカゴ日本国総領事館で夕食会が催され、岡田健一から表彰された。12月9日にオールMLBチームのファーストチーム先発投手の1人として初選出された。ファーストチームに日本人選手が選出されるのは初めてのことだった。

### パドレス時代
2020年12月29日にザック・デイビーズ、オーウェン・ケイシー、レジナルド・プレシアード、イスマエル・メナ、イェイソン・サンタナとのトレードで、ビクター・カラティーニと共にサンディエゴ・パドレスへ移籍した。背番号は変わらず11となった。

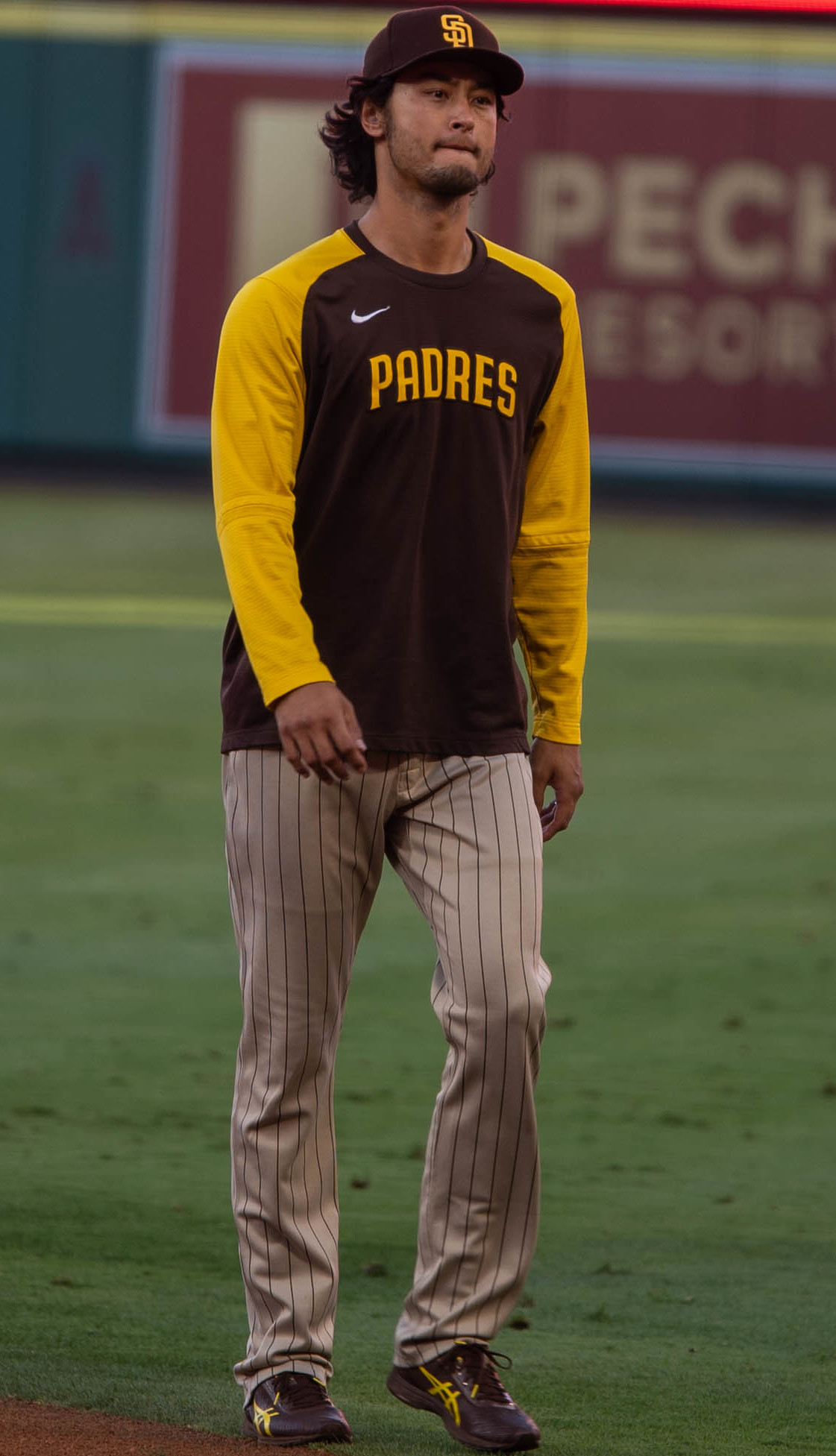
サンディエゴ・パドレスでのダルビッシュ。（2021年8月27日）

2021年4月1日のダイヤモンドバックスとの開幕戦で移籍1年目ながら開幕投手を務めた。6月21日、本拠地サンディエゴでのドジャース戦にて先発。6回に先頭のスティーブン・スーザ・ジュニアにカッターでこの日11個目の三振を奪いMLB通算1500奪三振を達成した。MLB通算197試合での到達は、ランディ・ジョンソンの206試合、1220回1/3はスティーブン・ストラスバーグの1272回1/3を上回るMLB史上最速での記録達成となった。7月4日に選手間投票で通算5度目となるオールスターゲームに選出されたが、辞退している。8月13日の登板で腰の張りを訴え降板し、8月15日に10日間の故障者リスト入りとなった。シーズン全体では防御率がキャリアワーストとなる4.22を記録した他、7連敗、10登板連続勝ち星なしに終わった。
2022年はメジャー1年目の2012年に並ぶ16勝を記録。オフの11月16日に全米野球記者協会 (BBWAA) から4位票が3、5位票が1の計7ポイントでサイ・ヤング賞8位となった。12月6日に自身のツイッターで「栗山監督に「来年のWBC出場しなさい」と言われたので出場します😊」とツイートし、自身において3大会ぶりとなる第5回WBCの日本代表に参加する意思を表明した。
2023年2月9日、最終年の契約を置き換え新たに6年総額1億800万ドルで契約を延長した。2023年の年俸は2400万ドルで、2024年が1500万ドル、2025年は2000万ドル、2026年に1500万ドル、2027年、2028年はいずれも1400万ドルとなっている。この契約内容には全球団へのトレード拒否権が含まれているため、事実上“生涯MLB”での活躍が約束された。同年は後述のWBC日本代表合宿への早期参加等の影響で、実戦不足からマイナー等での調整を要し、シーズン初登板は4月4日のアリゾナ・ダイヤモンドバックス戦までずれ込んだ。6月9日、対ロッキーズ戦で野茂英雄に次ぐ日本人史上二人目となるメジャー通算100勝を達成した。
2024年3月11日、MLB史上初めて韓国のソウルで行われる古巣ドジャースとの開幕戦で3年連続通算4度目となる開幕投手を務めることが発表された。ダルビッシュ自身は「韓国に行ったことがないのでワクワクしている」とコメントを寄せた。3月15日にはソウルでダルビッシュファンが経営するコーヒーショップに立ち寄り話題となった。3月20日に開幕ロースター入りし、同日の開幕戦で先発登板。5月19日のブレーブス戦（トゥルーイスト・パーク）に先発して7回を99球2安打9奪三振と好投し無失点に抑え、野茂・黒田博樹に次いで史上3人目となるNPB/MLB通算200勝を達成した。先発勝利数での名球会入りは2016年の黒田以来8年ぶり、高卒入団の投手としては2008年の山本昌以来16年ぶり、高卒の右投手に限ると1984年の東尾修以来40年ぶりのことであった（ダルビッシュは2018年に自身のXで200勝の難しさについて自身の見解を明かしていた）。また、北海道移転後の日本ハムに在籍経験のある選手および1980年以降に生まれた選手の200勝達成はいずれも初であり、「200勝達成時点での勝ち星が全て先発勝利」という日本人投手初の記録も打ち立てた。名球会の入会セレモニーについては「落ち着いてから」と語っている。9月22日のホワイトソックス戦では9奪三振を記録し、日本人初となるMLB通算2000奪三振を達成した。
2025年3月27日、右肘の炎症により、15日間の故障者リスト入りして、開幕を迎えた。7月7日(日本時間8日)のダイヤモンドバックス戦で先発して復帰した。同月30日、今季5度目の先発となるメッツ戦で今季初勝利を挙げ、これで日米通算204勝目となり、日米通算勝利数としては黒田博樹を抜いて日本人選手歴代単独一位となった。

## 代表経歴
2008年シーズン途中の8月に開催された北京オリンピックの野球日本代表に選出された。予選リーグでは初戦となるキューバ戦に先発登板し、4回0/3を投げて4失点で敗戦投手になる。試合後は長髪をバッサリと切り、丸刈りにして球場に現れた。「おれもやるからお前もやれ」と半ば強要されて田中将大も丸刈りにし、田中は「僕は道連れにされました」とコメントしている。ダルビッシュの頭をバリカンで刈ったのは川﨑宗則であり、この翌日には2人に続いて川崎や阿部慎之助も丸刈りとなって球場に現れた。北京オリンピックでは計3試合に登板し0勝1敗、防御率5.14と結果を出せなかった。
2009年はシーズン開幕前の3月に開催された第2回ワールド・ベースボール・クラシック (WBC) の日本代表に選出された。同大会では松坂大輔、岩隈とともに先発3本柱として代表監督の原辰徳から指名される。3月5日、日本代表の初戦である中国戦に先発投手として出場し、4回を無安打無失点に抑え勝利投手となる。また、3月18日の対韓国戦でも先発投手として出場するも、この試合では初回に失策も絡み3失点を喫し、5回7奪三振3失点（自責点2）で敗戦投手となる。3月23日の準決勝、3月24日の決勝では先発を松坂、岩隈が務め、ダルビッシュはいずれの試合も抑え投手として出場し、決勝では勝利投手となった。この試合では球速100 mph（約161 km/h）を計時し、現地の放送では108 mph（約174 km/h）も計時されたが、こちらは球場内の電光掲示板では表示されず誤計測と見られた。大会通算で13回を投げ、2勝1敗、防御率2.08、大会最多の20奪三振の記録を残し、マニー・ラミレスやケン・グリフィー・ジュニアらといったMLBの強打者からの賞賛も受けた。
2023年はシーズン開幕前の3月に開催された第5回WBCの日本代表に選出された。宮崎合宿からチームに合流し、後輩投手に球種を教えた。3月10日の韓国戦で先発し、3回に梁義智に2点本塁打を打たれ、3回3安打3失点だった。直後に打線が4点を取って勝利投手となった。3月16日のイタリア戦では7回から4番手として登板したが、ドミニク・フレッチャーにソロ本塁打を打たれた。3月21日のアメリカ合衆国戦では8回から6番手で登板し、カイル・シュワーバーに本塁打を打たれ1点差とされたが後続を抑え、9回を大谷翔平に託した。

## 選手としての特徴

### 球種
| 球種                       | 割合 | 平均球速 | 平均球速 |
| 球種                       | %    | mph      | km/h     |
| -------------------------- | ---- | -------- | -------- |
| スライダー                 | 23.3 | 85.9     | 138.2    |
| フォーシーム               | 18.4 | 94.1     | 151.4    |
| シンキング・ファストボール | 17.1 | 93.6     | 150.6    |
| スイーパー                 | 14.0 | 82.1     | 132.1    |
| スプリッター               | 9.0  | 87.9     | 141.5    |
| カーブ                     | 8.6  | 73.8     | 118.8    |
| ナックルカーブ             | 5.1  | 78.7     | 126.7    |
| カットボール               | 4.6  | 90.8     | 146.1    |

スリークォーターから平均球速95 mph（約152.9 km/h、2022年シーズン）、レギュラーシーズンでの最速99 mph（約159 km/h）のノビのある速球（フォーシーム、ツーシーム、ワンシーム）と、数種類のスライダー、カットボール（カッター）、球速の違う数種類のカーブ、数種類のフォークボール（スプリッター）、まれにチェンジアップなど多彩な変化球を投げ分ける。フォーシームの回転数が多く、最高2,700rpm超を記録した。
速球の平均球速は2010年には146 km/hだったが、同年オフに取り組んだ肉体改造により翌2011年には平均球速を149 km/hまで増加させ、9回でも平均球速148 km/hを下回らなくなった。MLB移籍後も肉体改造を続け球速を増加させた他、カブス時代にはジャスティン・バーランダーを参考に回転効率の向上にも着手し球速及び球質を向上させた。MLB移籍後の速球の平均球速についても最も遅かった年で2014年の148.6 km/hであり、同年以外のシーズンでは全て149 km/h以上を記録し、2016年以降のシーズンは全て150 km/h以上を記録している。2020年シーズンはMLB先発投手のストレートの空振り率ランキングにおいて、ルイス・カスティーヨを5%以上上回って第1位の数値となる42.3%を記録した。
NPB時代には全ての球種が平均的なNPBの投手を上回る質を持つことが示されていた。中でもスライダーはMLB移籍後には「ジョン・スモルツ以来、最高の代物」と評され、MLBの打者からは「速いスライダーは視界から消えてしまうんだ。ボールの縫い目すらよく見えないくらいだ」、「緩い方のスライダーはあれだけ遅いとスラーブのように変化しそうなもんだが、そうじゃない。フリスビーみたいじゃなくて、右打者から遠ざかるように曲がり落ちていくんだ」と言われている。MLB全球団の監督を対象にした2014年の部門別ベスト選手アンケートではアメリカン・リーグのスライダー部門1位に入っている。
2019年からはカットボール（カッター）の投球割合を速球以上に増やしており、投球割合は同年が34.2%、2020年は40.2%を記録した。種類としては90 mph台前半の速いカッターと80 mph台後半の曲がりの大きいカッターを投げ分けている。バッテリーを組んだビクター・カラティーニはダルビッシュの決め球としてこのカッターを挙げている。カットボールを中心に投球することで与四球率を大幅に減少させており、2012年シーズンの与四球率は年間を通しての数値が4.19、ワーストは4月の5.19であったが、カットボール中心の投球に切り替えた9・10月は1.72に減少させ、2020年はメジャー移籍後最高の数値となる1.66を記録した。
数種類投げ分けるカーブもメディアで多く取り上げられており、中でもスローカーブは60 mph（約96 km/h）を下回ることもある遅球として取り上げられた他、パワーカーブは最大41センチの落差を誇ることが取り上げられた。カブス時代に投げ始めたナックルカーブはクレイグ・キンブレルから握りと投球アプローチを教わった。
過去にはナックルボールやシンカーも投げたが、2007年以降公式戦では投げていない。ルーキーイヤーの2005年はシンカーを決め球にした変化球中心のピッチングで、ストレートの球速も140 km/h程度だったが、2006年からはチェンジアップ、フォークボールの精度が向上したためシンカーをほとんど投げなくなり、翌2007年には封印した。2007年からはカットボールと縦スライダーを、2008年からはスプリットフィンガー・ファストボールを習得し投げ始めた。
他の投手が投げない新球の習得にも取り組んでおり、2010年にはバディ・カーライルに教わったワンシームを日本人投手として初めて投げ始める。同年6月19日のオリックス・バファローズ戦からは140 km/h台の高速チェンジアップを投げ始めた。高速チェンジアップの利点は、直球に近い球速で曲がるため、打者が直球と見分けが付きづらいこと、通常のチェンジアップに比べて制球がしやすい点があるという。さらに同年のオールスターゲームでは打者の手元で浮き上がるカットボールを投げ、対戦した阿部慎之助は同球種を「サイドとかアンダースローのようなふわっと浮くボール」と説明した。カーブは球速の違う数種類のカーブを使い分けていたが、2011年にはカットボールの握りで投げる100 km/h前後の遅いカーブを投げた。2020年にはスプリームと仮称した新変化球を考案。本人は「スプリットとツーシームの間のような球です。ブルペンでのストレートの球速は93～96マイル（149～154キロ）ぐらいなんですがこの球は92～94マイル（148～151キロ）ぐらい出ます。どれぐらい変化しているかというと4シームに比べ、約18 cm落ちていて、約10 cmシュートしている感じです」と解説している。

### 投球フォーム

ダルビッシュの投球フォーム
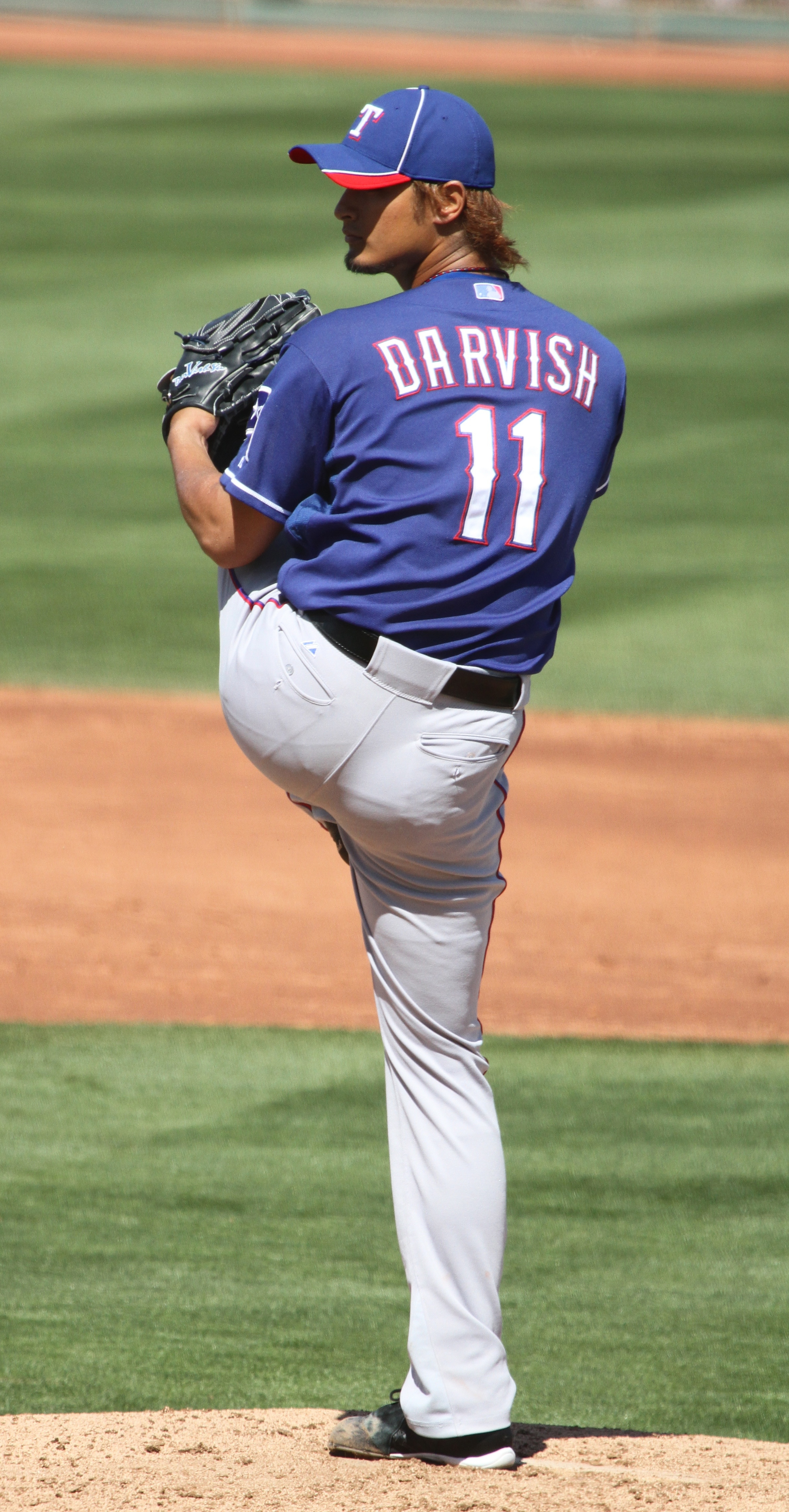
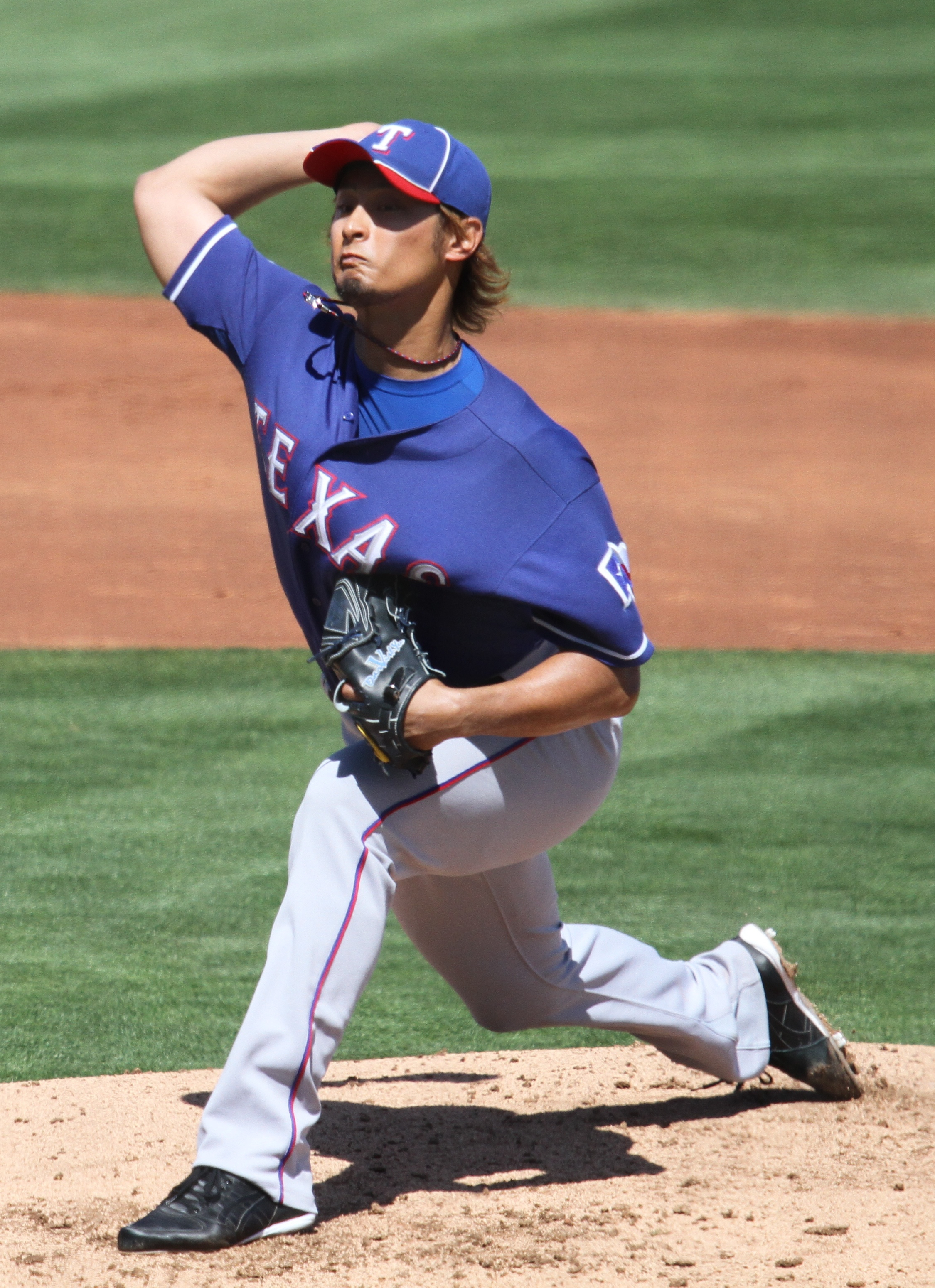
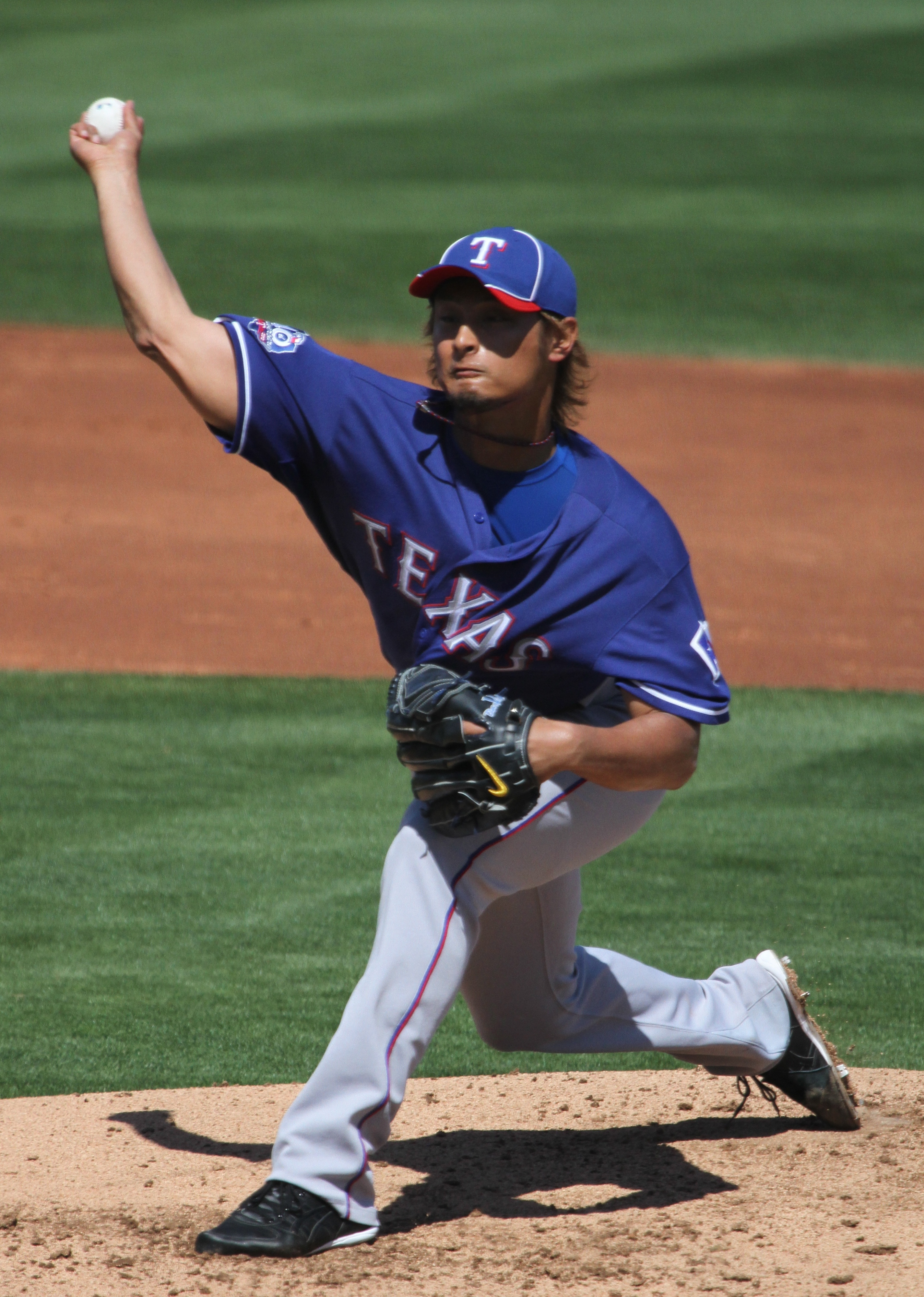
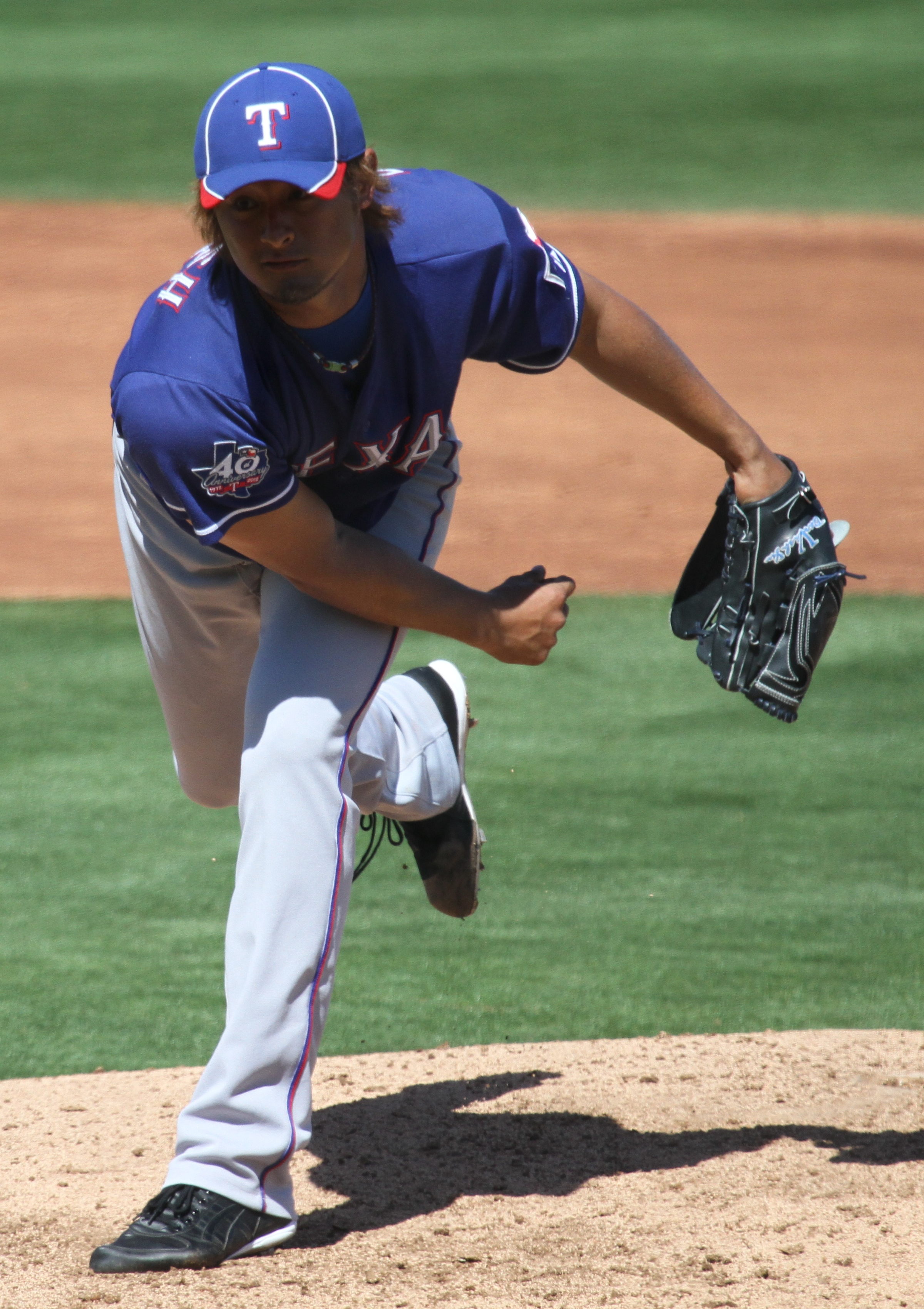

投球フォームはセットポジションからのスリークォーター。2011年にはサイドスローやワインドアップからの投球も見せた。しかし本人曰く「もともとサイドスローなため、サイドの方が球速が出る」とのこと。2016年のスプリングトレーニングではノーワインドアップの投球も見せた。
クイックは1.3秒台と盗塁阻止の意識は薄く、2011年の日本シリーズ第6戦のTBSテレビ中継でゲスト解説を担当した際には「僕は一塁から二塁への盗塁は『走りたいならどうぞ』という感じ」「走者が二塁に進んでから力を入れて投げれば良い」「警戒しすぎて打たれた方が悔いが残る」と語った。牽制球についても過去はあまり好んでおらず、2019年のインタビューでは「自分からは牽制しない」と語っていたが、2020年に久しぶりの牽制刺を記録、「西勇輝の動画を見て練習した」「今シーズンの目標だった」と明かした。

### 制球力
2008年には日本ハムでコーチを務めた白井一幸から「非常に高いレベルにあるのは確かだが、細かいコントロールは当時の松坂のほうがまだいい」と評されていた他、MLBのスカウトからは「コントロール（ストライクを投げる能力）は平均以上である一方でコマンド（狙ったスポットに投げる能力）は平均的」「球数を減らす必要がある」「制球を良くすれば、ティム・リンスカムと肩を並べる存在となる」「コントロールは優れている。最大の課題はコマンド。20 - 80段階で50」と評価されていた。MLBのスカウトが岩隈久志の制球力を評価した際に「コマンド（狙ったスポットに投げる能力）と球を低めに集めるコントロール（ストライクに投げる能力）はダルビッシュよりずっと上」と比較対象にされたことがあり、ダルビッシュ自身も「ストライクゾーンには投げられるけど、コマンドはもともとそれほど優れている方ではなかったし、あまり必要としていなかった。でも、こっち（MLB）ではどうしても欲しい技なので、どうやったら上達するか考えながらやっています」と語っている。
レンジャーズ時代の2013年にノーラン・ライアンは速球系の制球力を課題に挙げている。打者を2ストライクに打ち取れる状況に追い込みながら、速球の制球ミスで仕留めるチャンスを逃す点を指摘された。
カブス時代には投手コーチのトミー・ホットビーの助言により、「投球テンポを速くすることを辞める」ことで制球が安定したことで与四球が激減した。前述のようにカットボールの投球割合を増やしたことも与四球の減少につながり、2020年の与四球率はメジャー移籍後最高の数値となる1.66を記録した。ダルビッシュ自身も「アメリカ（MLB）に来てから、多くのコーチが出来るだけ早く投げさせようとしてきましたが、僕には上手くいかなかった。テンポを早くしようとすると自分の投球に集中できなくなって、四球が多くなってしまうんです」と語り、投球テンポの見直しにより投球間隔はMLBワーストとなる平均30秒近い数字を記録するようになったが、配球や打者考察にも余裕が生まれた。

### 調整法

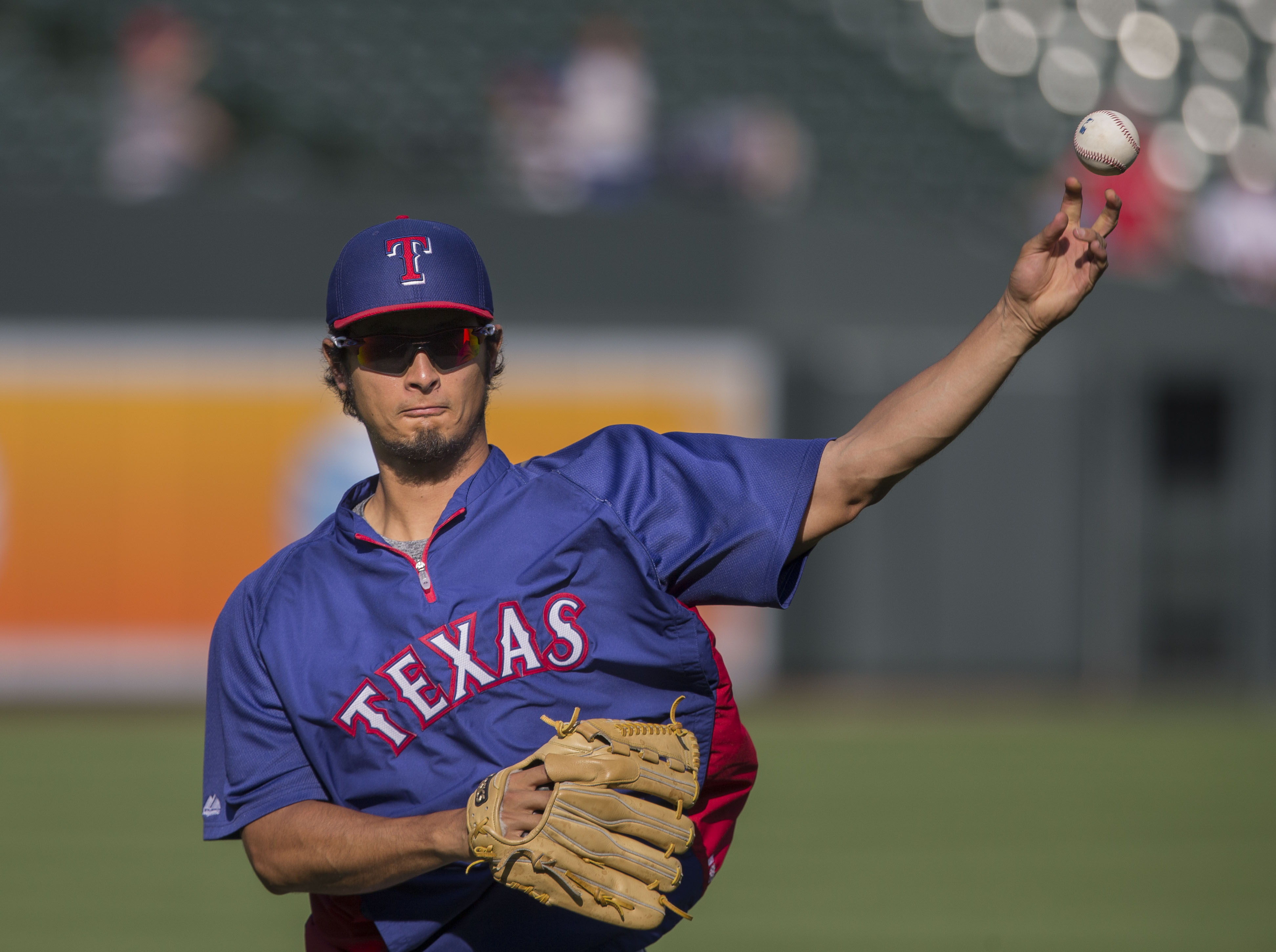
2014年6月30日
調整のため利き腕とは逆の左腕でキャッチボールをするダルビッシュ

シャドーピッチングをしてフォームを固めることをしないなど、独自の調整法を採用している。これについて日本ハムチーフトレーナーの中垣征一郎は「体感的、もしくは体験的な時間や空間的な位置を本人のなかの感覚で細かく調整できる。内部感覚による身体運動の具現力が彼は非常に優れている」「体全体を使って最後は腕を振るということではなく、体全体から生み出される力で自然に腕が振られているという感覚を彼は持っている」と証言している。体の左右のバランスを取る目的で、利き腕ではない左腕でも60メートルほどのキャッチボールをしており、球速は130キロほどであるが変化球を投げることも出来る。また、登録上は右打であるが左打席で打撃を行うことも可能であり、実際にMLBでも安打を放っている。

### その他
フィールディングも良く、レンジャーズ移籍当初に監督を務めていたロン・ワシントンからは、バックハンド捕球からのホームへの送球を賞賛された。
防御率も高く、2011年には数少ない防御率1.50以下を記録したこともある。
196 cmの長身に対して「手は小さく、腕も短い」と自ら語っている。
50メートルを6秒フラットで走ることができるという。
使用する用具については、かつてはナイキを使用していたが、2013年からアシックス社の製品を使用している。メジャー1年目の2012年シーズン終了後に「アシックスのスパイクの履き心地に惚れ込んだ」とされ、グローブはアシックスの「a」ではなく、ダルビッシュの「D」マークが入った特注品を使用している。
養生の一つとして自家製の蜂蜜漬けと、レモンと生姜の蜂蜜漬けを飲食している。

## 評価
2014年3月に『週刊ベースボール』が発表した「球界200人が選ぶ歴代投手ランキング」では1位に選出されている。
2008年から2011年まで日本ハムの監督だった梨田昌孝は「野茂や阿波野などいい投手を何人も見てきたけど、あれだけ器用な投手はいないんじゃないかな」と語っている。
広岡達朗は「ダルビッシュが投げているのを見ると、身体に柔軟性はあるし、身体全体をバランスよく使っているから、ボールがピューッといく。これはやっぱりプロのピッチャーだなと思うね」と述べている。
野村克也は、ダルビッシュについて「150キロ台後半のストレートを持ちながら、スライダー、カーブ、ツーシーム、カットボール、スプリット、チェンジアップといった七色の変化球を操り、その全てが一級品。ストレート、変化球、どのボールでもストライクが取れる。加えて、野球頭脳も優秀で、試合中に状況に合わせて投球を変えることができる。本格派にして技巧派。過去にこのような投手は存在しなかった。投手としての能力は、ほぼ完ぺきに近い」と自身の著書「最強のエースは誰か？（彩図社）」等で絶賛している。
渡米した際に新労使協定が改定され、「新労使協定の海外選手に対する『新人枠』から外れる」という報道から「ダルに新人王資格なし」という飛ばし記事が出たが誤報であり、「労使協定の規定は新人王の資格に影響しない」とされた。過去に野茂英雄、佐々木主浩、イチローと日本で実績のある選手が新人王を取っていたことから新人王資格が盛んに議論され、ダルビッシュも有力候補だったが、同年にはマイク・トラウトがア・リーグ新人王を獲得した。

### サイ・ヤング賞投票
2013年には日本人過去最高の93ポイントを獲得。2020年には123ポイントを獲得した。
| 年     | 順位 | ポイント | 所属リーグ | 出典    |
| ------ | ---- | -------- | ---------- | ------- |
| 2012年 | 9位  | 1.0      | ア・リーグ | [ 294 ] |
| 2013年 | 2位  | 93.0     | ア・リーグ | [ 295 ] |
| 2020年 | 2位  | 123      | ナ・リーグ | [ 293 ] |
| 2022年 | 8位  | 7        | ナ・リーグ | [ 296 ] |

## 社会貢献活動
2005年1月30日、地元大阪のホテルで行われた「励ます会」に出席。その席で中学時代に所属したボーイズリーグ「オール羽曳野」にマイクロバス購入のため200万円を寄付した。
2007年からは開発途上国への水の支援を行うため、日本水フォーラムと協力して、「ダルビッシュ有 水基金」を設立。公式戦で1勝するたびに10万円を日本水フォーラムに寄付している。
2008年からは同じく1勝するたびに生まれ育った大阪府羽曳野市に10万円の寄付を行っている。「子どもの福祉に役立ててほしい」との希望で、市は同年5月に「ダルビッシュ有 子ども福祉基金」を設立した。この「子ども福祉基金」の一部を活用して、大阪府羽曳野市立中央図書館内に、野球をはじめスポーツ関連の書籍31冊を集めた「ダルビッシュ有文庫」が2009年12月18日開設された。また、ダルビッシュから「故郷への恩返しのため、グラウンドの建設費用を出したい」との申し出により、大阪府羽曳野市が、ダルビッシュからの寄付金をもとに硬式野球専用グラウンドを整備し、2013年度内の完成を目指すことを2010年発表した。硬式野球場建設の費用についてはダルビッシュ側と今後協議を進めていくという。
2010年、家畜伝染病・口蹄疫の被害を受けた紗栄子の実家がある宮崎県の畜産農家に対し、5月下旬に300万円の義援金を送った。さらに6月19日の登板から、1アウトごとに3万円を社会福祉法人宮崎県共同募金会へ寄付することを発表し、合計981万円を寄付した。これらの活動が評価され、2010年度ゴールデンスピリット賞が贈られることが決定した。
2011年には、3月11日に発生した東日本大震災（東北地方太平洋沖地震）の義援金として日本赤十字社を通じ5000万円を寄付した。
2013年10月16日、ジャッキー・ロビンソン財団に4万2000ドルを寄付した。
2014年9月、犬の里親探しに取り組むアメリカ合衆国のボランティア組織「PET CONNECT RESCUE」に2万7千ドルを寄付したことが報じられた。
2018年9月18日、北海道胆振東部地震の復興支援を目的として日本ハムに1000万円を寄託したことが球団から発表された。
2024年1月19日、能登半島地震で被災した人を支援しようと、大阪府（出身:大阪・羽曳野市）に義援金5000万円を寄付。19日、目録の贈呈式が行われた。

## 詳細情報

### 年度別投手成績
| 年 度     | 球 団     | 登 板 | 先 発 | 完 投 | 完 封 | 無 四 球 | 勝 利 | 敗 戦 | セ 丨 ブ | ホ 丨 ル ド | 勝 率 | 打 者 | 投 球 回 | 被 安 打 | 被 本 塁 打 | 与 四 球 | 敬 遠 | 与 死 球 | 奪 三 振 | 暴 投 | ボ 丨 ク | 失 点 | 自 責 点 | 防 御 率 | W H I P |
| --------- | --------- | ----- | ----- | ----- | ----- | -------- | ----- | ----- | -------- | ----------- | ----- | ----- | -------- | -------- | ----------- | -------- | ----- | -------- | -------- | ----- | -------- | ----- | -------- | -------- | ------- |
| 2005      | 日本ハム  | 14    | 14    | 2     | 1     | 0        | 5     | 5     | 0        | 0           | .500  | 410   | 94.1     | 97       | 7           | 48       | 1     | 3        | 52       | 2     | 0        | 37    | 37       | 3.53     | 1.54    |
| 2006      | 日本ハム  | 25    | 24    | 3     | 2     | 0        | 12    | 5     | 0        | 1           | .706  | 627   | 149.2    | 128      | 12          | 64       | 0     | 6        | 115      | 5     | 1        | 55    | 48       | 2.89     | 1.28    |
| 2007      | 日本ハム  | 26    | 26    | 12    | 3     | 1        | 15    | 5     | 0        | 0           | .750  | 790   | 207.2    | 123      | 9           | 49       | 1     | 13       | 210      | 4     | 0        | 48    | 42       | 1.82     | 0.83    |
| 2008      | 日本ハム  | 25    | 24    | 10    | 2     | 2        | 16    | 4     | 0        | 0           | .800  | 764   | 200.2    | 136      | 11          | 44       | 0     | 9        | 208      | 4     | 1        | 44    | 42       | 1.88     | 0.90    |
| 2009      | 日本ハム  | 23    | 23    | 8     | 2     | 1        | 15    | 5     | 0        | 0           | .750  | 701   | 182.0    | 118      | 9           | 45       | 0     | 6        | 167      | 5     | 0        | 36    | 35       | 1.73     | 0.90    |
| 2010      | 日本ハム  | 26    | 25    | 10    | 2     | 3        | 12    | 8     | 0        | 0           | .600  | 805   | 202.0    | 158      | 5           | 47       | 0     | 7        | 222      | 6     | 0        | 48    | 40       | 1.78     | 1.01    |
| 2011      | 日本ハム  | 28    | 28    | 10    | 6     | 2        | 18    | 6     | 0        | 0           | .750  | 885   | 232.0    | 156      | 5           | 36       | 0     | 6        | 276      | 10    | 1        | 42    | 37       | 1.44     | 0.83    |
| 2012      | TEX       | 29    | 29    | 0     | 0     | 0        | 16    | 9     | 0        | 0           | .640  | 816   | 191.1    | 156      | 14          | 89       | 1     | 10       | 221      | 8     | 0        | 89    | 83       | 3.90     | 1.28    |
| 2013      | TEX       | 32    | 32    | 0     | 0     | 0        | 13    | 9     | 0        | 0           | .591  | 841   | 209.2    | 145      | 26          | 80       | 1     | 8        | 277      | 7     | 1        | 68    | 66       | 2.83     | 1.07    |
| 2014      | TEX       | 22    | 22    | 2     | 1     | 1        | 10    | 7     | 0        | 0           | .588  | 605   | 144.1    | 133      | 13          | 49       | 1     | 2        | 182      | 14    | 1        | 54    | 49       | 3.06     | 1.26    |
| 2016      | TEX       | 17    | 17    | 0     | 0     | 0        | 7     | 5     | 0        | 0           | .583  | 416   | 100.1    | 81       | 12          | 31       | 1     | 3        | 132      | 6     | 0        | 43    | 38       | 3.41     | 1.12    |
| 2017      | TEX       | 22    | 22    | 0     | 0     | 0        | 6     | 9     | 0        | 0           | .400  | 564   | 137.0    | 115      | 20          | 45       | 0     | 5        | 148      | 9     | 1        | 63    | 61       | 4.01     | 1.17    |
| 2017      | LAD       | 9     | 9     | 0     | 0     | 0        | 4     | 3     | 0        | 0           | .571  | 202   | 49.2     | 44       | 7           | 13       | 1     | 1        | 61       | 3     | 0        | 20    | 19       | 3.44     | 1.15    |
| '17計     | LAD       | 31    | 31    | 0     | 0     | 0        | 10    | 12    | 0        | 0           | .455  | 766   | 186.2    | 159      | 27          | 58       | 1     | 6        | 209      | 12    | 1        | 83    | 80       | 3.86     | 1.16    |
| 2018      | CHC       | 8     | 8     | 0     | 0     | 0        | 1     | 3     | 0        | 0           | .250  | 180   | 40.0     | 36       | 7           | 21       | 0     | 4        | 49       | 2     | 1        | 24    | 22       | 4.95     | 1.43    |
| 2019      | CHC       | 31    | 31    | 0     | 0     | 0        | 6     | 8     | 0        | 0           | .429  | 731   | 178.2    | 140      | 33          | 56       | 1     | 11       | 229      | 11    | 0        | 82    | 79       | 3.98     | 1.10    |
| 2020      | CHC       | 12    | 12    | 0     | 0     | 0        | 8     | 3     | 0        | 0           | .727  | 297   | 76.0     | 59       | 5           | 14       | 1     | 2        | 93       | 3     | 0        | 18    | 17       | 2.01     | 0.96    |
| 2021      | SD        | 30    | 30    | 0     | 0     | 0        | 8     | 11    | 0        | 0           | .421  | 681   | 166.1    | 138      | 28          | 44       | 1     | 8        | 199      | 9     | 0        | 81    | 78       | 4.22     | 1.09    |
| 2022      | SD        | 30    | 30    | 0     | 0     | 0        | 16    | 8     | 0        | 0           | .667  | 771   | 194.2    | 148      | 22          | 37       | 0     | 12       | 197      | 4     | 1        | 67    | 67       | 3.10     | 0.95    |
| 2023      | SD        | 24    | 24    | 0     | 0     | 0        | 8     | 10    | 0        | 0           | .444  | 574   | 136.1    | 134      | 18          | 43       | 0     | 8        | 141      | 1     | 1        | 71    | 69       | 4.56     | 1.30    |
| 2024      | SD        | 16    | 16    | 0     | 0     | 0        | 7     | 3     | 0        | 0           | .700  | 331   | 81.2     | 65       | 12          | 22       | 0     | 3        | 78       | 2     | 0        | 32    | 30       | 3.31     | 1.07    |
| NPB：7年  | NPB：7年  | 167   | 164   | 55    | 18    | 9        | 93    | 38    | 0        | 1           | .710  | 4982  | 1268.1   | 916      | 58          | 333      | 2     | 50       | 1250     | 36    | 3        | 310   | 281      | 1.99     | 0.98    |
| MLB：12年 | MLB：12年 | 282   | 282   | 2     | 1     | 1        | 110   | 88    | 0        | 0           | .556  | 7009  | 1706.0   | 1394     | 217         | 544      | 8     | 77       | 2007     | 79    | 6        | 712   | 678      | 3.54     | 1.14    |

- 2024年度シーズン終了時
- 各年度の太字はリーグ最高

### オリンピックでの投手成績
| 年 度 | 代 表 | 登 板 | 先 発 | 勝 利 | 敗 戦 | セ ｜ ブ | 打 者 | 投 球 回 | 被 安 打 | 被 本 塁 打 | 与 四 球 | 敬 遠 | 与 死 球 | 奪 三 振 | 暴 投 | ボ ｜ ク | 失 点 | 自 責 点 | 防 御 率 |
| ----- | ----- | ----- | ----- | ----- | ----- | -------- | ----- | -------- | -------- | ----------- | -------- | ----- | -------- | -------- | ----- | -------- | ----- | -------- | -------- |
| 2008  | 日本  | 3     | 2     | 0     | 1     | 0        | 34    | 7.0      | 8        | 0           | 5        | 0     | 1        | 10       | 2     | 0        | 4     | 4        | 5.14     |

### WBCでの投手成績
| 年 度 | 代 表 | 登 板 | 先 発 | 勝 利 | 敗 戦 | セ ｜ ブ | 打 者 | 投 球 回 | 被 安 打 | 被 本 塁 打 | 与 四 球 | 敬 遠 | 与 死 球 | 奪 三 振 | 暴 投 | ボ ｜ ク | 失 点 | 自 責 点 | 防 御 率 |
| ----- | ----- | ----- | ----- | ----- | ----- | -------- | ----- | -------- | -------- | ----------- | -------- | ----- | -------- | -------- | ----- | -------- | ----- | -------- | -------- |
| 2009  | 日本  | 5     | 2     | 2     | 1     | 0        | 51    | 13.0     | 7        | 0           | 6        | 0     | 0        | 20       | 0     | 0        | 4     | 3        | 2.08     |
| 2023  | 日本  | 3     | 1     | 1     | 0     | 0        | 26    | 6.0      | 7        | 3           | 0        | 0     | 1        | 2        | 0     | 0        | 5     | 4        | 6.00     |

- 太字は大会最高

### MLBポストシーズン投手成績
| 年 度     | 球 団     | シ リ ｜ ズ | 登 板 | 先 発 | 勝 利 | 敗 戦 | セ ｜ ブ | ホ ｜ ル ド | 勝 率 | 打 者 | 投 球 回 | 被 安 打 | 被 本 塁 打 | 与 四 球 | 敬 遠 | 与 死 球 | 奪 三 振 | 暴 投 | ボ ｜ ク | 失 点 | 自 責 点 | 防 御 率 | W H I P |
| --------- | --------- | ----------- | ----- | ----- | ----- | ----- | -------- | ----------- | ----- | ----- | -------- | -------- | ----------- | -------- | ----- | -------- | -------- | ----- | -------- | ----- | -------- | -------- | ------- |
| 2012      | TEX       | ALWC        | 1     | 1     | 0     | 1     | 0        | 0           | .000  | 27    | 6.2      | 5        | 0           | 0        | 0     | 1        | 7        | 0     | 0        | 3     | 2        | 2.70     | 0.75    |
| 2016      | TEX       | ALDS        | 1     | 1     | 0     | 1     | 0        | 0           | .000  | 22    | 5.0      | 5        | 4           | 1        | 0     | 1        | 4        | 0     | 0        | 5     | 5        | 9.00     | 1.20    |
| 2017      | LAD       | NLDS        | 1     | 1     | 1     | 0     | 0        | 0           | 1.000 | 18    | 5.0      | 2        | 1           | 0        | 0     | 1        | 7        | 0     | 0        | 1     | 1        | 1.80     | 0.40    |
| 2017      | LAD       | NLCS        | 1     | 1     | 1     | 0     | 0        | 0           | 1.000 | 25    | 6.1      | 6        | 1           | 1        | 0     | 0        | 7        | 0     | 0        | 1     | 1        | 1.42     | 1.10    |
| 2017      | LAD       | WS          | 2     | 2     | 0     | 2     | 0        | 0           | .000  | 22    | 3.1      | 9        | 2           | 2        | 0     | 0        | 0        | 0     | 0        | 9     | 8        | 21.60    | 3.30    |
| 2020      | CHC       | NLWC        | 1     | 1     | 0     | 1     | 0        | 0           | .000  | 26    | 6.2      | 5        | 1           | 2        | 1     | 1        | 6        | 0     | 0        | 2     | 2        | 2.70     | 1.05    |
| 2022      | SD        | NLWC        | 1     | 1     | 1     | 0     | 0        | 0           | 1.000 | 28    | 7.0      | 6        | 1           | 0        | 0     | 1        | 4        | 0     | 0        | 1     | 1        | 1.29     | 0.86    |
| 2022      | SD        | NLDS        | 1     | 1     | 1     | 0     | 0        | 0           | 1.000 | 23    | 5.0      | 7        | 3           | 2        | 0     | 0        | 7        | 0     | 0        | 3     | 3        | 5.40     | 1.80    |
| 2022      | SD        | NLCS        | 2     | 2     | 0     | 1     | 0        | 0           | .000  | 50    | 13.0     | 7        | 3           | 4        | 0     | 2        | 12       | 1     | 0        | 4     | 4        | 2.77     | 0.85    |
| 2024      | SD        | NLDS        | 2     | 2     | 1     | 1     | 0        | 0           | .500  | 48    | 13.2     | 6        | 2           | 3        | 0     | 0        | 7        | 0     | 0        | 3     | 3        | 1.98     | 0.66    |
| 出場：6回 | 出場：6回 | 出場：6回   | 13    | 13    | 5     | 7     | 0        | 0           | .417  | 289   | 71.2     | 58       | 18          | 15       | 1     | 7        | 61       | 1     | 0        | 32    | 30       | 3.77     | 1.02    |

- 2024年度シーズン終了時

### 年度別守備成績
| 年 度 | 球 団    | 投手  | 投手  | 投手  | 投手  | 投手  | 投手     |
| 年 度 | 球 団    | 試 合 | 刺 殺 | 補 殺 | 失 策 | 併 殺 | 守 備 率 |
| ----- | -------- | ----- | ----- | ----- | ----- | ----- | -------- |
| 2005  | 日本ハム | 14    | 2     | 15    | 0     | 1     | 1.000    |
| 2006  | 日本ハム | 25    | 12    | 19    | 0     | 4     | 1.000    |
| 2007  | 日本ハム | 25    | 5     | 36    | 2     | 2     | .953     |
| 2008  | 日本ハム | 25    | 6     | 37    | 1     | 4     | .977     |
| 2009  | 日本ハム | 23    | 2     | 33    | 1     | 1     | .972     |
| 2010  | 日本ハム | 26    | 8     | 26    | 2     | 0     | .944     |
| 2011  | 日本ハム | 28    | 18    | 36    | 0     | 1     | 1.000    |
| 2012  | TEX      | 29    | 19    | 14    | 0     | 1     | 1.000    |
| 2013  | TEX      | 32    | 9     | 14    | 0     | 1     | 1.000    |
| 2014  | TEX      | 22    | 6     | 16    | 0     | 1     | 1.000    |
| 2016  | TEX      | 17    | 3     | 9     | 0     | 2     | 1.000    |
| 2017  | TEX      | 22    | 5     | 13    | 1     | 2     | .947     |
| 2017  | LAD      | 9     | 3     | 5     | 0     | 1     | 1.000    |
| '17計 | LAD      | 31    | 8     | 18    | 1     | 3     | .963     |
| 2018  | CHC      | 8     | 4     | 2     | 1     | 0     | .857     |
| 2019  | CHC      | 31    | 14    | 13    | 1     | 1     | .964     |
| 2020  | CHC      | 12    | 4     | 10    | 1     | 2     | .933     |
| 2021  | SD       | 30    | 14    | 8     | 0     | 1     | 1.000    |
| 2022  | SD       | 30    | 15    | 5     | 1     | 0     | .952     |
| 2023  | SD       | 24    | 6     | 10    | 0     | 1     | 1.000    |
| 2024  | SD       | 16    | 4     | 9     | 0     | 0     | 1.000    |
| NPB   | NPB      | 167   | 53    | 202   | 6     | 13    | .977     |
| MLB   | MLB      | 282   | 106   | 128   | 5     | 13    | .979     |

- 2024年度シーズン終了時
- 各年度の太字はリーグ最高
- NPB時代の太字年はゴールデングラブ賞受賞

### タイトル
NPB
- 最優秀防御率：2回（2009年、2010年）※2年連続は稲尾和久、山本由伸に次ぐパ・リーグ3位タイ
- 最多奪三振：3回（2007年、2010年、2011年）
- 最高勝率：1回（2009年） ※最優秀投手として表彰

MLB
- 最多勝利：1回（2020年）※アジア人史上2人目、日本人史上初
- 最多奪三振：1回（2013年）※アジア人史上2人目、日本人史上2人目

### 表彰
NPB
- 沢村栄治賞：1回（2007年）
- 最優秀選手：2回（2007年、2009年）
- ベストナイン：2回（投手部門：2007年、2009年）
- ゴールデングラブ賞：2回（投手部門：2007年、2008年）
- パ・リーグ連盟特別表彰：1回（リーグ特別賞：2011年）※両リーグ初の5年連続防御率1点台
- 月間MVP：5回（投手部門：2007年8月、2008年3月・4月、2008年9月、2009年5月、2011年5月）
- 最優秀投手：1回（2009年）
- ゴールデンスピリット賞：1回（2010年）
- パ・リーグクライマックスシリーズ第2ステージMVP：1回（2007年）
- 日本シリーズ敢闘選手賞：1回（2007年）
- 日本シリーズ優秀選手賞：1回（2006年）
- セ・パ交流戦 日本生命賞：1回（2009年）
- オールスターゲーム優秀選手賞：1回（2007年第1戦）
- フレッシュオールスターゲーム優秀選手賞：1回（2005年）
- 最優秀JA全農Go・Go賞：1回（2011年）
- JA全農Go・Go賞：2回（最多奪三振賞：2009年5月、2011年6月）
- 「ジョージア魂」賞：2回（2010年度第4回、2011年度第4回）
- 札幌ドームMVP：3回（2005年、2008年、2011年）
- 札幌ドームMVP特別賞：1回（2007年）

MLB
- ピッチャー・オブ・ザ・マンス：2回（投手部門：2020年7月・8月、2022年9月）※日本人投手4人目
- ルーキー・オブ・ザ・マンス：1回（2012年4月）
- Topps ルーキーオールスターチーム（右投手部門：2012年）
- オールMLBチーム
  - ファーストチーム先発投手：1回（2020年）※日本人選手初

その他
- アジアシリーズMVP：1回（2006年）
- 報知プロスポーツ大賞：1回（パ・リーグ部門：2006年）

### 記録

#### NPB
初記録
投手記録
- 初登板・初先発登板・初勝利・初先発勝利：2005年6月15日、対広島東洋カープ5回戦（札幌ドーム）、8回0/3を2失点
- 初奪三振：同上、4回表にグレッグ・ラロッカから空振り三振
- 初完投：2005年8月6日、対西武ライオンズ13回戦（札幌ドーム）、9回3失点で敗戦投手
- 初完投勝利・初完封勝利：2005年9月18日、対東北楽天ゴールデンイーグルス20回戦（札幌ドーム）
- 初ホールド：2006年9月27日、対福岡ソフトバンクホークス20回戦（札幌ドーム）、6回表に2番手で救援登板、2回無失点

打撃記録
- 初打席：2006年5月18日、対阪神タイガース2回戦（阪神甲子園球場）、下柳剛から捕ゴロ
- 初安打：同上、5回表に下柳剛から左前安打
- 初打点：2008年6月17日、対広島東洋カープ3回戦（広島市民球場）、2回表に大竹寛から右中間へ同点適時二塁打

節目の記録
- 1000投球回：2010年8月28日、対オリックス・バファローズ18回戦（京セラドーム大阪）、8回裏二死目に後藤光尊を二塁ゴロ ※史上321人目
- 1000奪三振：2011年4月26日、対福岡ソフトバンクホークス1回戦（札幌ドーム）、8回表に本多雄一から空振り三振 ※史上129人目

その他の記録
- 公式戦12連勝：2006年5月30日 - 2007年4月14日 ※史上5人目
- 高卒新人の初登板初勝利：2005年6月15日 ※1999年の松坂大輔以来史上12人目
- 高卒新人の完封勝利：2005年9月18日 ※史上14人目
- 20歳以下の日本シリーズ勝利：2006年第5戦 ※史上5人目
- 2試合連続14奪三振以上（9回まで）：2007年3月30日 - 4月7日 ※史上2人目
- 日本シリーズ1試合13奪三振：2007年10月27日 ※史上3人目
- 同一日本シリーズ24奪三振：2007年 ※歴代2位、5試合での奪三振数では歴代1位
- クライマックスシリーズ1試合14奪三振：2008年10月11日 ※日本シリーズを含み、ポストシーズン史上最多
- 開幕から5試合連続2桁奪三振：2010年4月17日 ※1991年の野茂英雄以来、史上2人目
- 46回2/3連続無失点 ※プロ野球歴代11位、パ・リーグ歴代2位、日本ハム球団記録
- 3試合連続完封 ※パ・リーグ&日本ハム球団タイ記録
- オールスターゲーム出場：5回（2007年、2008年、2009年、2010年、2011年）

#### MLB
初記録
投手記録
- 初登板・初先発登板・初勝利・初先発勝利：2012年4月9日、対シアトル・マリナーズ1回戦（レンジャーズ・ボールパーク・イン・アーリントン）、5回2/3を5失点5奪三振
- 初奪三振：同上、1回表にダスティン・アクリーから空振り三振
- 初完投・初完投勝利・初完封勝利：2014年6月11日、対マイアミ・マーリンズ2回戦（グローブライフ・パーク・イン・アーリントン）、9回6安打無失点10奪三振

打撃記録
- 初打席・初安打：2012年6月20日、対サンディエゴ・パドレス交流戦（ペトコ・パーク）、3回表にアンソニー・バスから右前安打
- 初本塁打・初打点：2016年8月24日、対シンシナティ・レッズ交流戦（グレート・アメリカン・ボール・パーク）、5回表にティム・エーデルマンから中越えソロ

節目の記録
- 1000奪三振：2017年9月8日、対コロラド・ロッキーズ戦（ドジャー・スタジアム）、カルロス・ゴンザレスから空振り三振 ※128試合目・812投球回は史上最速
- 1000投球回：2019年8月9日、対シンシナシティ・レッズ戦（グレート・アメリカン・ボール・パーク）、2回裏二死目にタッカー・バーンハートを遊ゴロ ※日本人投手4人目
- 1500奪三振：2021年6月21日、対ロサンゼルス・ドジャース8回戦（ペトコ・パーク）、6回表にスティーブン・スーザ・ジュニアから見逃し三振 ※197試合・1220回1/3での到達は史上最速
- 100勝：2023年6月9日、対コロラド・ロッキーズ5回戦（クアーズ・フィールド）、5回1/3を4失点 ※日本人史上2人目
- 2000奪三振：2024年9月23日、対シカゴ・ホワイトソックス3回戦（ペトコ・パーク）、3回表にルイス・ロベルトから見逃し三振※日本人史上初

その他の記録
- 1四球以下での月間奪三振数：42奪三振1四球（2019年8月） ※メジャー歴代3位、史上3人目
- 8者連続奪三振：2019年9月17日 ※日本人投手最多記録、シカゴ・カブス球団記録
- 2試合連続13奪三振以上：2019年9月12日 - 9月17日 ※日本人投手2人目
- 連続2試合での奪三振数：27（2019年9月12日 - 17日） ※シカゴ・カブス球団最多記録
- MLBオールスターゲーム選出：5回（2012年、2013年、2014年、2017年、2021年）

#### NPB/MLB通算
節目の記録
- 100勝：2012年5月27日、対トロント・ブルージェイズ（レンジャーズ・ボールパーク・イン・アーリントン）
- 2500奪三振：2019年8月27日、対ニューヨーク・メッツ5回戦（シティ・フィールド）、6回裏二死にJ.D.デービスから空振り三振 ※日本人投手3人目
- 3000奪三振：2022年9月2日、対ロサンゼルス・ドジャース11回戦（ドジャー・スタジアム）、5回裏無死にコディ・ベリンジャーから空振り三振 ※日本人投手2人目
- 200勝：2024年5月20日、対アトランタ・ブレーブス2回戦（トゥルーイスト・パーク）、7回無失点 ※日本人投手3人目

### 背番号
- 11（2005年[42][97] - 2017年7月30日、2018年[171][195] - 、2023年WBC）
  - 18（2007年アジア野球選手権大会、2008年北京五輪）
- 21（2017年8月2日[155] - 同年終了）

### 代表歴
- 2008年オリンピック野球日本代表
- 2009 ワールド・ベースボール・クラシック日本代表
- 2023 ワールド・ベースボール・クラシック日本代表

## 関連情報

### 野球以外での受賞
- GQ Men of the Year 2011（2011年）
- 第16回ベスト・ファーザー賞 in 関西 スポーツ部門（2023年）[318]

### CM
- JR北海道 2006年3月ダイヤ改正関連（2006年）北海道限定
- 久光製薬 『エアーサロンパスEX』（2007年3月 - ） ※このCMで共演した宮里藍は同じ高校の1つ上の先輩である。
- ダイドードリンコ 『D-1 COFFEE』（2008年）
- 宝酒造 タカラCANチューハイ『直搾り』（2008年）
- SEIKO 『BRIGHTZ PHOENIX』（2008年）
- 日本ハム 『モーニングサーブ リンクス』（2008年）
- 財団法人消防試験研究センター イメージキャラクター（2008年）
- 株式会社ナイキジャパン
  - 「SWOOSH12」「NIKE PRO」（2010年）
  - 「JUST DO IT NEW BEGINNINGS」（2011年）
- アサヒビール
  - 『アサヒスーパードライ ドライブラック（Black Sizzle篇）』（2012年）
  - 『アサヒスーパードライ ドライブラック（Black City篇）』（2012年）
  - 『アサヒスーパードライ ドライブラック（Sparkle Vison篇）』（2012年）
- エブリデイ出版『英会話教材「エブリデイイングリッシュ2」』（2012年）
- 大塚製薬『ポカリスエット』（2012年）
- ドーム『DNSパワーゼリー』（2012年）
- カゴメ『アーモンド・ブリーズ』（2025年）[319]

### 配信映画
- Shohei Ohtani - Beyond the Dream（Disney+・ESPN+、2023年配信）[320][321]

### 書籍
- 『ダルビッシュ有の変化球バイブル』（監修、ベースボール・マガジン社：2009年7月）